# Augusto
Cesare Augusto (in latino Caesar Augustus; Roma, 23 settembre 63 a.C. – Nola, 19 agosto 14), nato con il nome di Gaio Ottavio (Gaius Octavius) con in seguito aggiunto l'agnomen Turino (Thurinus) e conosciuto anche come Ottaviano e/o solo Augusto, è generalmente riconosciuto come il fondatore dell'Impero romano e primo imperatore di esso, per 41 anni, dal 27 a.C. al 14 d.C.
Insieme a Marco Antonio e Marco Emilio Lepido instaurò il secondo triumvirato, ottenendo il proconsolato sulle province di Sicilia, Sardegna e Corsica, Africa Vetus e Africa Nova. Con il ritiro di Lepido e gli accordi di Brindisi del 40 a.C. Ottaviano divenne proconsole in tutte le province occidentali (Sicilia, Sardegna e Corsica, Spagna Citeriore, Spagna Ulteriore, Gallia Narbonense, Gallia Cisalpina con Illirico settentrionale, Gallia Comata e Africa Nova) e in più ottenne in affidamento l'Italia.
Nel 27 a.C. egli rimise le cariche nelle mani del Senato; in cambio ebbe un imperio proconsolare che lo rese capo dell'esercito e il Senato romano, dietro suggerimento di Lucio Munazio Planco, gli conferì il titolo onorifico di Augustus il 16 gennaio 27 a.C., cioè "degno di venerazione e di onore". Il suo nome ufficiale fu da quel momento Imperator Caesar Divi filius Augustus (nelle epigrafi IMPERATOR·CAESAR·DIVI·FILIVS·AVGVSTVS).
Augusto volle essere identificato come l'artefice del ripristino della Repubblica, dei Costumi degli Antenati (mores) e, soprattutto, come il portatore della Pax Romana, cioè quel clima di pace e di ordine che imponeva su tutto l'impero di Roma le stesse leggi, la stessa lingua e un'unica economia. Questa idea di Roma come trionfatrice universale venne creata attraverso un uso accorto delle immagini, l'abbellimento della città, la tutela degli intellettuali che celebravano il principato, la riqualificazione del Senato e dell'ordine degli equites. La storiografia contemporanea si è occupata dell'eredità storica di Augusto, che ha bisogno di essere ridefinita dopo le iperboli del ventennio fascista.
Lo stesso Augusto ha voluto lasciare di sé un'immagine eroica nelle Res gestae, consapevolmente sostenne Virgilio in questa celebrazione nell'Eneide: durante la sua vita Augusto aveva evitato di attribuirsi appellativi divini, ma subito dopo la sua morte fu subito considerato figlio di Dio. L'attributo "Augustus" indica un riconoscimento religioso e in seguito ebbe anche quello di "Princeps". Alcuni storici come Seneca il Vecchio, Lucio Anneo Seneca, Sallustio, Svetonio e Appiano indicano anche le proscrizioni, la conquista astuta del potere e la politica autocratica di Augusto. Augusto contribuì enormemente a fare di Roma la meraviglia dei secoli. Rimodellò l'Urbe lasciando la frase: "Ho trovato una città di mattoni, ne lascio una di marmo". In architettura Roma arrivò a uno splendore elevatissimo.
Dal punto di vista amministrativo, le riforme di Augusto furono importanti e durature. Attribuì le province non pacificate a legati imperiali scelti da lui stesso, lasciando le altre a proconsoli di rango senatorio; tutti però rispondevano all'imperatore. Augusto tenne per sé l'Egitto, sotto il governo di un suo prefetto. Riformò il sistema fiscale e monetario. Riorganizzò l'amministrazione della città di Roma, attribuendo ad alti funzionari statali la cura dell'urbanistica, la responsabilità dell'approvvigionamento alimentare e la gestione delle acque.

## Descrizione
Nel 23 a.C. gli fu riconosciuta la tribunicia potestas (che mantenne poi a vita) e l'Imperium proconsulare a vita; mentre nel 12 a.C. divenne Pontefice massimo con la morte di Marco Emilio Lepido. Restò al potere sino alla morte e il suo principato fu il più lungo della Roma imperiale.
(Svetonio, Augustus, 26)
L'età di Augusto ha rappresentato un momento di svolta nella storia di Roma e il definitivo passaggio dal periodo repubblicano al principato. La rivoluzione dal vecchio al nuovo sistema politico contrassegnò anche la sfera economica, militare, amministrativa, giuridica e culturale.
Augusto, nei decenni di principato, introdusse riforme d'importanza cruciale per i successivi tre secoli:
- riformò il cursus honorum di tutte le principali magistrature romane, ricostruendo la nuova classe politica e aristocratica, e formando una nuova classe dinastica;
- riordinò il nuovo sistema amministrativo provinciale anche grazie alla creazione di numerose colonie - ventotto nella sola Italia -[43][44] e municipi che favorirono la romanizzazione dell'intero bacino del Mediterraneo;
- riorganizzò le forze armate di terra (con l'introduzione di milizie specializzate per la difesa e la sicurezza dell'Urbe, come le coorti urbane, i vigiles[45][46] e la guardia pretoriana) e di mare (con la formazione di nuove flotte in Italia e nelle province);
- riformò il sistema di difesa dei confini imperiali, acquartierando in modo permanente legioni e auxilia in fortezze e forti lungo l'intero limes;
- fece di Roma una città monumentale con la costruzione di numerosi nuovi edifici, avvalendosi di un collaboratore come Marco Vipsanio Agrippa;
- favorì la rinascita economica e il commercio, grazie alla pacificazione dell'intera area mediterranea, alla costruzione di porti, strade,[46] ponti e a un piano di conquiste territoriali senza precedenti,[47] che portarono all'aerarium immense e insperate risorse (basti pensare al tesoro tolemaico o al grano egiziano, alle miniere d'oro dei Cantabri o quelle d'argento dell'Illirico);
- promosse una politica sociale più equa verso le classi meno abbienti, con continuative elargizioni di grano e la costruzione di nuove opere di pubblica utilità (come terme, acquedotti[48] e fori);
- diede nuovo impulso alla cultura, grazie anche all'aiuto di Mecenate;
- introdusse una serie di leggi a protezione della famiglia e del mos maiorum chiamate leges Iuliae;
- riordinò il sistema monetario (23-15 a.C.), che rimase praticamente immutato per due secoli;
- ristabilì nel calendario l'ordine introdotto da Giulio Cesare, che era stato sconvolto con le guerre civili, dando poi il proprio soprannome al mese Sestile invece che a quello di settembre, in cui era nato, perché durante il Sestile era divenuto per la prima volta console e aveva ottenuto grandi vittorie.[39]

### Fonti e storiografia
Le principali fonti per la vita e il ruolo di Augusto e degli altri membri della famiglia imperiale sono rappresentate dalle biografie di Svetonio (Vite dei dodici Cesari), oltre ad Appiano di Alessandria (Historia Romana), Aurelio Vittore (De Caesaribus), Cassio Dione (Historia Romana), Tacito (Annales), Velleio Patercolo (Historiae Romanae ad M. Vinicium consulem libri duo) e lo stesso Augusto (Res gestae divi Augusti).

### Nome
Nel corso della sua vita, Augusto ebbe modo di cambiare più volte il suo nome. Si riportano di seguito i nomi utilizzati nelle varie fasi della sua vita:
- Il nome alla nascita del futuro Augusto era Gaius Octavius,[49] omonimo del padre biologico Gaio Ottavio da Velletri. Svetonio gli attribuisce in origine il cognomen Thurinus, che tuttavia non sembra essere mai stato usato.[50] Cassio Dione cita Kaipias come altro, poco attestato, cognomen di Augusto.[51] Nel periodo compreso tra la nascita e l'adozione da parte di Cesare, gli storici si riferiscono a lui come "Ottavio" (o Ottaviano).
- L'8 maggio 43 a.C., in seguito all'adozione testamentaria da parte di Cesare, il suo nome ufficiale divenne Gaius Iulius Caesar[49] o, in forma completa con la filiazione, Gaius Iulius C. f. Caesar (Gaio Giulio Cesare figlio di Gaio).[52] Il cognomen aggiuntivo, come era di prassi dopo un'adozione, era Octavianus, ma Augusto non l'ha mai utilizzato e i suoi contemporanei lo chiamavano in questo periodo Caesar, anche se altri, tra cui Cicerone, usarono chiamarlo Octavianus.[53] Anche la letteratura scientifica moderna usa per il periodo della sua ascesa (44 - 27 a.C.) prevalentemente il nome di Octavianus o Ottaviano, per differenziarlo sia da Gaio Giulio Cesare sia dal suo ruolo successivo di Augusto.
- Nel gennaio del 42 a.C., dopo la deificazione ufficiale di Cesare, Augusto aggiunse al nome Divi Filius, diventando Gaius Iulius Caesar Divi Filius Imperator.[49][54][55]
- Nel 40 o nel 38 a.C. sostituì il praenomen Gaius e il nomen Iulius con Imperator, diventando Imperator Caesar Divi Filius.[49] Contemporaneamente, usò Caesar, originariamente un cognomen, al posto del gentilizio "Iulius", cosicché il nome divenne Imperator Caesar Divi filius.[56] L'assunzione del titolo di Imperator come praenomen avvenne forse già nel 41 a.C. e comunque non dopo il 31 a.C.[56][57]
- Il 16 gennaio 27 a.C., dopo la vittoria di Azio, assume il titolo onorifico di Augustus conferitogli dal Senato, cosicché il nome assunse la forma Imperator Caesar Divi filius Augustus.[56] Il nome di Augusto è usato dagli storici per riferirsi a lui nel periodo compreso tra il 27 a.C. e la sua morte. Il nome Augusto assieme a quello di Cesare divenne sin dall'inizio del principato con il suo successore Tiberio parte sostanziale della titolatura imperiale.[58] Al contrario Imperator non fu usato dai primi successori di Augusto come praenomen.
- Al momento della morte, il nome e la sua titolatura erano: Imperator Caesar Divi filius Augustus, Pontifex Maximus, Co(n) s(ul) XIII, Imp(erator) XXI, Trib(unicia) pot(estate) XXXVII, P(ater) p(atriae)[49] (in italiano: "Imperatore Cesare, figlio del divo,[59] Augusto, Pontefice massimo,[4] 13 volte console, 21 volte imperatore,[60] 37 volte detentore della Tribunicia potestas, Padre della patria").
- Dopo la sua consacrazione nel 14 il suo nome ufficiale divenne Divus Augustus Divi filius.[61]

### Aspetto fisico
Secondo quanto riportato da Gaio Svetonio Tranquillo nelle Vite dei Cesari, Augusto aveva occhi chiari e nitidi, denti piccoli e mal tenuti, capelli castano chiaro dorato leggermente ricci e tenuti corti, orecchie non troppo grandi e il naso dritto leggermente aquilino. Non era inoltre particolarmente alto, ma aveva comunque un corpo molto proporzionato.

## Biografia

### Origini della sua famiglia
Era figlio di Gaio Ottavio, uomo d'affari che aveva ottenuto, primo della gens Octavia (ricca famiglia di Velitrae), cariche pubbliche e un posto in Senato (era quindi un homo novus). La madre, Azia maggiore, proveniva invece da una famiglia da parecchie generazioni di rango senatorio e dagli illustri natali: era infatti imparentata sia con Cesare sia con Gneo Pompeo Magno. Azia era più precisamente la figlia della sorella di Cesare, Giulia minore, e di Marco Azio Balbo; Ottaviano, pertanto, era pronipote di Cesare.

### Giovinezza (63-44 a.C.)

Busto di un giovane Ottaviano (Museo archeologico nazionale di Aquileia)

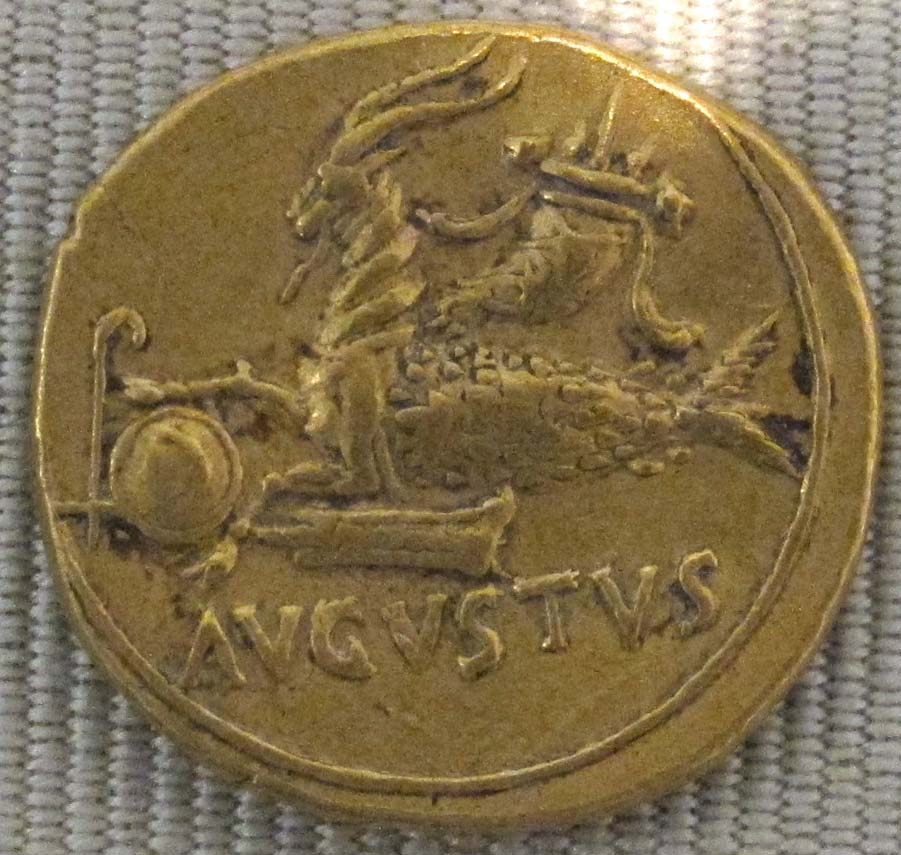
Il segno del Capricorno, suo ascendente

Nacque a Roma nove giorni prima delle Calende di ottobre prima dell'alba, in quella parte del Palatino denominata ad Capita Bubula («teste di bue»), dove dopo la sua morte venne costruito un santuario a lui dedicato. Svetonio aggiunge che inizialmente abitò nei pressi del Foro Romano, sopra le "scale degli orefici", nella casa che era stata dell'oratore Gaio Licinio Calvo, nei pressi del colle Velia. In seguito si trasferì sul Palatino, in una casa ugualmente modesta che era appartenuta al consolare e oratore Quinto Ortensio Ortalo, di non grande ampiezza e priva di lusso, visto che le colonne dei suoi portici piuttosto basse, erano di pietra del monte Albano, mentre nelle stanze non c'era né marmo, né mosaici. Dormì nella stessa camera per più di quarant'anni, anche d'inverno, sebbene considerasse poco adatto alla sua salute il clima invernale di Roma.
Il suo nome alla nascita era Gaio Ottavio, cui fu aggiunto Turino quando era fanciullo (Gaius Octavius Thurinus), soprannome in ricordo di suo padre Ottavio, vittorioso contro gli schiavi fuggitivi nella regione di Thurii.
Circa a quattro anni perse il padre (nel 59 a.C.). A dodici anni circa pronunciò l'orazione funebre (laudatio funebris) per sua nonna Giulia (nel 51 a.C.). Svetonio racconta di un episodio avvenuto in questo periodo secondo il quale, Cicerone, mentre accompagnava Gaio Giulio Cesare in Campidoglio, raccontò agli amici di aver fatto un sogno la notte precedente. Nel sogno aveva visto un fanciullo dai nobili lineamenti, che scendeva dal cielo appeso a una catena d'oro e si fermava davanti alle porte del Campidoglio, dove Giove gli consegnava una frusta. Quando Cicerone vide Ottaviano, che lo zio Cesare aveva fatto venire a un sacrificio, disse che era proprio lui il ragazzo apparsogli in sogno.
Quattro anni dopo all'età di sedici anni indossò la toga virile e ottenne alcune ricompense militari in Africa, in occasione del trionfo del prozio Gaio Giulio Cesare, senza nemmeno aver partecipato alla guerra per la giovane età. Quando poi lo zio partì per la Spagna per combattere contro i figli di Pompeo, lo seguì, sebbene ancora convalescente da una grave malattia. Raggiunse Cesare con una scorta ridotta, dopo aver percorso strade infestate da nemici e dopo un naufragio. Si fece subito apprezzare dallo zio per il coraggio dimostrato. Dopo aver portato a termine anche la guerra in Spagna, Cesare, che progettava una campagna militare prima contro i Daci e poi contro i Parti, lo inviò ad Apollonia, dove poté dedicarsi allo studio.
Svetonio racconta che durante il soggiorno ad Apollonia, Ottaviano era salito insieme al fedele amico, Marco Vipsanio Agrippa, all'osservatorio dell'astrologo Teogene. Fu Agrippa a consultarlo per primo, ricevendo splendide previsioni sulla sua vita futura, quasi incredibili. Ottaviano, temendo di essere considerato di origini oscure, preferì inizialmente non fornire i dati relativi alla propria nascita, ma dopo numerose preghiere, vi acconsentì. Teogene allora si alzò dal suo seggio e lo adorò. Per questo motivo Ottaviano ebbe così tanta fiducia nel suo destino che fece pubblicare il suo oroscopo e coniare una moneta d'argento con il segno del Capricorno, suo ascendente: in epoca imperiale si dava più importanza a quest'ultimo piuttosto che al segno di nascita (Bilancia per Augusto).
Nel 44 a.C., in occasione della morte di Cesare, seppe di essere stato adottato per testamento dal prozio come figlio ed erede e, secondo la consuetudine, assunse il nomen gentilizio (Iulius) e il cognomen (Caesar) del padre adottivo, omettendo però di aggiungere come tradizione un secondo cognome derivato della gens di provenienza aggettivata in -anus, divenendo così Gaio Giulio Cesare (Gaius Iulius Caesar). Il nome Ottaviano venne generalmente diffuso dalla propaganda degli avversari politici, ma non risulta nei documenti ufficiali. Si narra che poco prima di venire assassinato, Cesare lo avesse nominato magister equitum in seconda, accanto a Marco Emilio Lepido, in vista della grande spedizione d'Oriente che stava preparando contro i Parti, inviandolo appena diciottenne ad Apollonia a verificare i preparativi per la futura guerra. È qui che Ottaviano fu informato dell'uccisione del prozio (15 marzo 44 a.C.); pur restando indeciso sul da farsi, se chiamare in aiuto le legioni orientali o lasciar perdere, preferì desistere da un'impresa tanto temeraria e tornare a Roma a reclamare i suoi diritti di figlio adottivo e di erede di Cesare. Ancora Svetonio racconta di un episodio curioso:
(Svetonio, Augustus, 95.)
Giunto nella capitale rivendicò la sua eredità, nonostante le esitazioni di sua madre e l'opposizione del patrigno Lucio Marcio Filippo, ex console che aveva sposato la madre Azia dopo la morte del padre (59 a.C.)
(Svetonio, Augustus, 8)

### Ascesa al potere (44-23 a.C.)

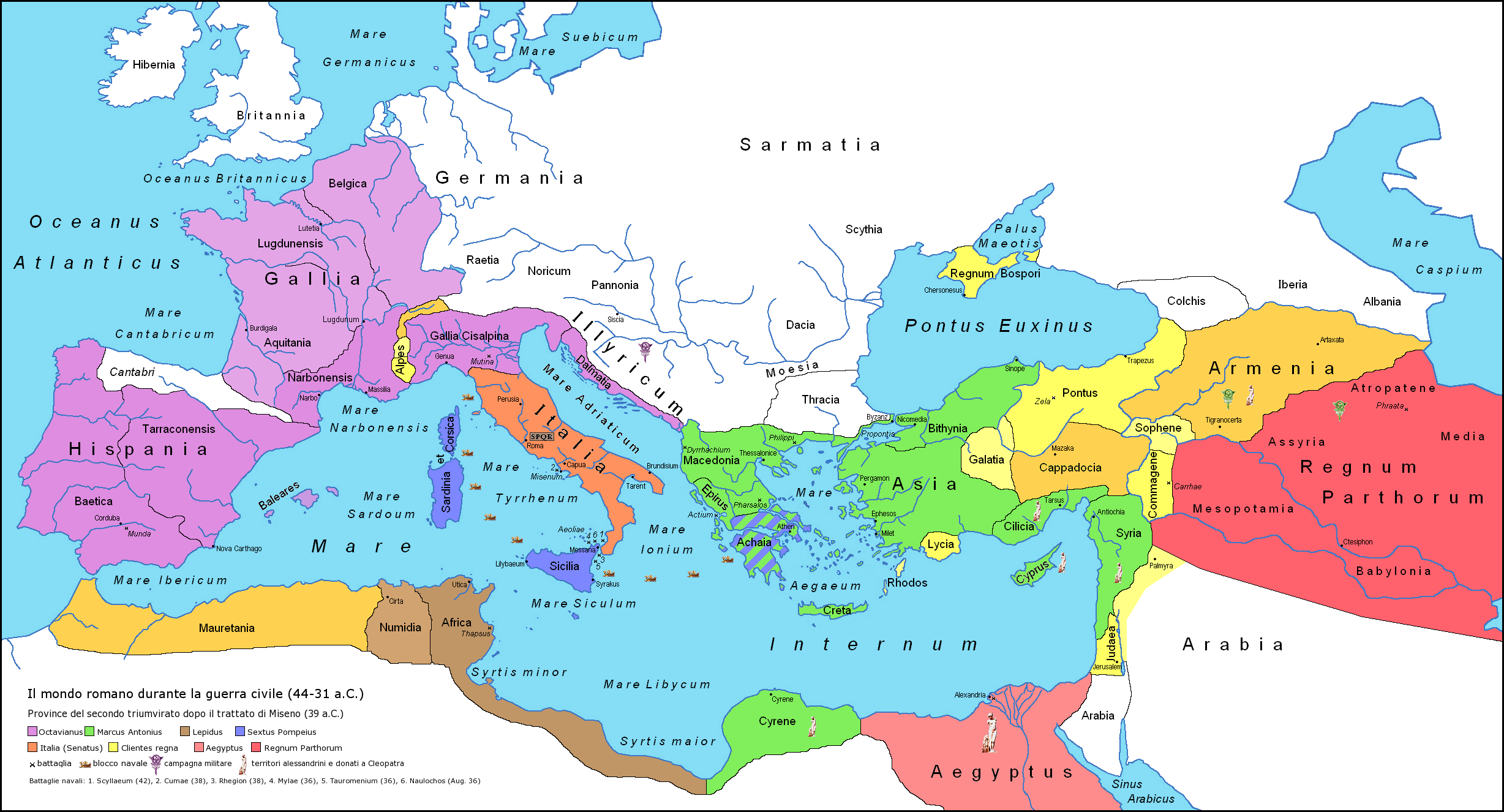
Gli scenari e la divisione territoriale dei triumviri durante la guerra civile tra Ottaviano e Marco Antonio (44-31 a.C.)

Come erede principale di Cesare, Ottaviano aveva diritto a tre quarti delle sue ricchezze. Informato dell'uccisione del prozio, decise di tornare a Roma per reclamare i suoi diritti di figlio adottivo. Assieme a lui erano stati nominati eredi Lucio Pinario e Quinto Pedio, a cui spettava il restante quarto del patrimonio di Cesare; solo Ottaviano, però, poté prendere, in quanto unico figlio adottivo, il nome del defunto, divenendo così Gaio Giulio Cesare Ottaviano. Cesare lasciava, inoltre, agli abitanti di Roma trecento sesterzi ciascuno, oltre ai suoi giardini lungo le rive del Tevere (Horti Caesaris).
Svetonio sintetizzò il periodo che seguì delle guerre civili come segue:
(Svetonio, Augustus, 9)

#### Erede di Cesare

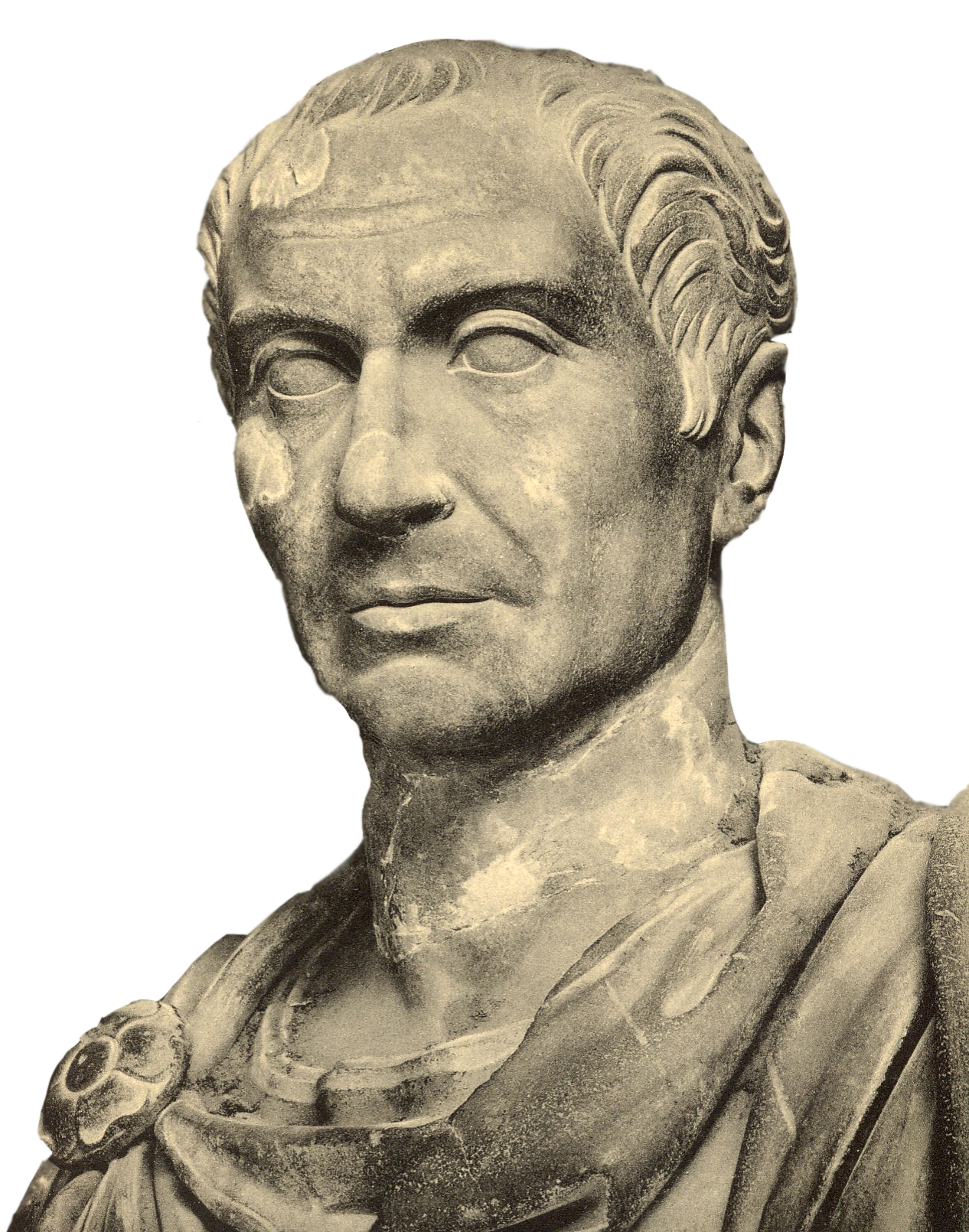
Busto di Cesare, prozio di Ottaviano, che fece suo erede

Sbarcato a Brindisi, dove ricevette il benvenuto dalle legioni di Cesare lì acquartierate in attesa della spedizione in Oriente, Ottaviano si impossessò dei circa 700 milioni di sesterzi di denaro pubblico destinati alla guerra contro i Parti, che utilizzò per acquisire ulteriore favore tra i soldati e tra i veterani di Cesare stanziati in Campania.
(Svetonio, Augustus, 10)
Ottaviano giunse a Roma il 21 maggio, dopo che i cesaricidi avevano già da più di un mese lasciato la città, grazie a un'amnistia concessa dal console superstite, Marco Antonio. Il giovane si affrettò a rivendicare il nome adottivo di Gaio Giulio Cesare, dichiarando pubblicamente di accettare l'eredità del padre e chiedendo pertanto di entrare in possesso dei beni familiari. Antonio, che in qualità di console e capo della fazione cesariana deteneva in quel momento il controllo del patrimonio, procrastinò però il versamento adducendo la necessità di attendere che una lex curiata del Senato ratificasse il testamento del defunto. Ottaviano decise allora, impegnando i propri beni, di anticipare al popolo le somme che Cesare aveva lasciato nel suo testamento e di eseguire i giochi per la vittoria di Farsalo. Ottenne così che molti dei cesariani si schierassero dalla sua parte contro Antonio, suo diretto avversario nella successione politica a Cesare.
Il Senato, e in particolare Marco Tullio Cicerone, che lo vedeva in quel momento come un principiante inesperto data la sua giovane età (e così Antonio che lo riteneva un ragazzo "di tutto debitore al nome" del padre), pronto a essere manovrato dall'aristocrazia senatoria, e che apprezzava l'indebolimento della posizione di Antonio, approvò la ratifica del testamento, riconoscendo a Ottaviano lo status di erede legittimo di Giulio Cesare. Con il patrimonio di Cesare ora a sua disposizione, Ottaviano poté quindi reclutare in giugno un esercito privato di circa 3 000 veterani, garantendo a ciascuno di loro un salario di 500 denari, mentre Marco Antonio, ottenuta con legge speciale (lex de permutatione provinciarum) l'assegnazione - al termine del suo anno consolare - della Gallia cisalpina già affidata al propretore Decimo Bruto, si accingeva a portare guerra ai cesaricidi per recuperare il favore della fazione cesariana. In quest'occasione Cicerone scriveva ad Attico manifestando certezza sulla fedeltà di Ottaviano alla causa repubblicana, sicuro della possibilità di sfruttare le potenzialità di quel giovane rampollo per eliminare Antonio, uscito indenne (con grave dispiacere dell'oratore) dalle Idi. Tacito commenterà che in quell'occasione l'erede di Cesare simulò soltanto la fedeltà al partito neo-pompeiano comandato in quel momento da Cicerone, con l'idea - come si vedrà in seguito - di trarre profitto dalla situazione.
Frattanto Ottaviano, poiché i magistrati incaricati non osavano celebrare i Ludi per la vittoria del prozio Cesare, si occupò personalmente di organizzarli (dal 5 al 19 settembre 44 a.C.). In seguito, per riuscire a portare a termine altri suoi progetti, sebbene fosse patrizio ma non ancora senatore, si presentò come candidato per sostituire un tribuno della plebe, che era appena deceduto. La sua candidatura incontrò l'opposizione del console Marco Antonio, sul cui appoggio il giovane Ottaviano contava, ma che evidentemente aspirava a ottenere una grossa ricompensa. Questa prima incomprensione con Antonio lo indusse a passare dalla parte degli ottimati.

#### Primo conflitto con Antonio (43 a.C.)

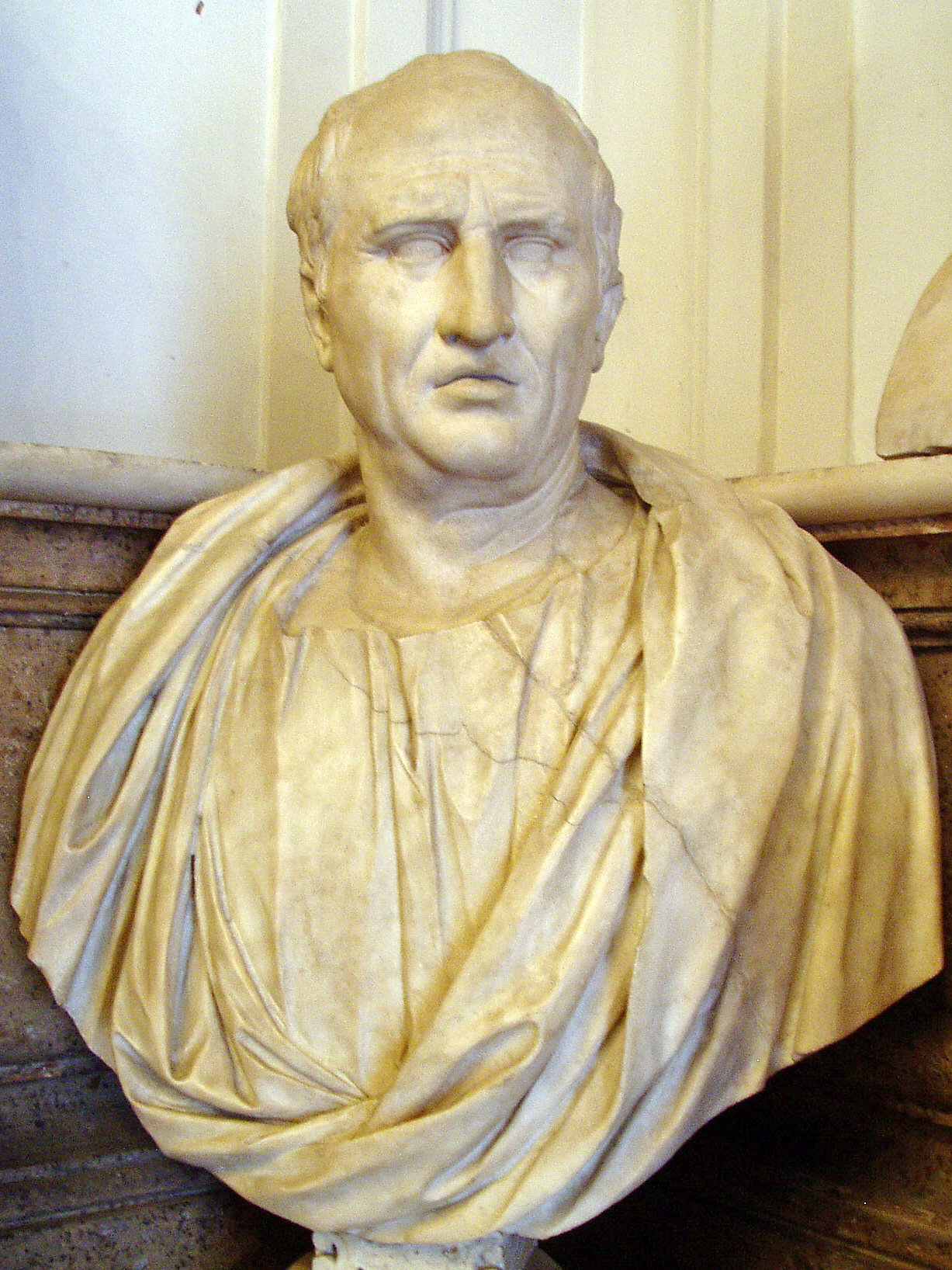
Busto di Marco Tullio Cicerone (Musei Capitolini, Roma), autore delle Filippiche, orazioni pronunciate dallo stesso contro Marco Antonio nel 44/43 a.C.

Quando nel mese di ottobre, l'appoggio del Senato a Ottaviano si fece più pressante, con Cicerone che tuonava con le sue Filippiche contro Antonio, questi decise di riprendere il controllo della situazione richiamando in Italia le legioni stanziate in Macedonia. Di fronte a quella minaccia, Ottaviano a novembre richiamò allora i veterani di Cesare a lui fedeli, ottenendo ben presto anche la diserzione di due delle legioni macedoni di Antonio, la IV e la Martia, appena sbarcate.
Fallito, per l'opposizione del Senato (Cicerone è infatti sicuro della fedeltà del giovane), il tentativo di far dichiarare Ottaviano hostis publicus per aver reclutato un esercito senza averne l'autorità (in realtà sarà Antonio a essere indicato come nemico dello Stato avendo preso d'assedio illegalmente un legittimo propretore), il console decise allora di accelerare i tempi dell'occupazione della Cisalpina, in modo da garantirsi una posizione di forza per l'anno successivo. Ricevuto il rifiuto da parte di Decimo Bruto alla cessione della Cisalpina, Antonio, grazie al consenso del Senato, poté marciare su Modena, dove strinse d'assedio Bruto.
Intanto Ottaviano, su consiglio di alcuni ottimati, provò ad assoldare alcuni sicari perché uccidessero Antonio, ma scoperto il suo tentativo, credendosi a sua volta in pericolo, arruolò una buona parte dei veterani di Cesare, facendo loro grandi largizioni per ottenerne il loro aiuto. Il 1º gennaio 43 a.C., giorno dell'insediamento dei nuovi consoli Pansa e Irzio, il Senato decretò l'abrogazione della legge che assegnava ad Antonio la Gallia Cisalpina e ordinò a questi di cessare immediatamente gli attacchi a Decimo Bruto. Ottenutone un netto rifiuto, i consoli vennero incaricati di marciare contro Antonio assieme a Ottaviano, cui venne conferito eccezionalmente l'imperium di pretore sì da legalizzare la condizione del suo esercito privato.
Il 14 aprile e il 21 aprile Antonio venne sconfitto nella battaglia di Forum Gallorum e nella battaglia di Modena, nelle quali, però, rimasero uccisi i due consoli Irzio e Pansa, Ottaviano prese parte personalmente ai combattimenti del 21 aprile all'interno del campo di Antonio e alla fine rimase unico comandante delle legioni repubblicane.
(Svetonio, Augustus, 10)
Svetonio aggiunge che corse voce allora che fosse stato Ottaviano a far uccidere Aulo Irzio e Gaio Vibio Pansa, poiché, una volta messo in fuga Antonio e tolti di mezzo entrambi i consoli, potesse rimanere unico padrone degli eserciti vincitori. Tanto è vero che da Cicerone apprendiamo che, al termine della battaglia di Forum Gallorum, Pansa si ritirò al campo ferito, ma ancora in vita. Una lettera a Cicerone scritta da Servio Sulpicio Galba, testimone oculare della battaglia, tace su eventuali ferite a danno del console. Nel resoconto appianeo l'altro console, Irzio, risulta invece morire durante l'assalto al campo di Antonio, ma questa notizia è sospetta in quanto è quasi certo che Appiano abbia attinto all'autobiografia perduta di Augusto.
A ogni modo la morte di Pansa sembrò talmente sospetta che Glicone, il suo medico, fu messo in prigione con l'accusa di aver lavato la ferita con il veleno. Aquilio Nigro sostenne, infine, che nella confusione della battaglia l'altro console, Irzio, fu ucciso dallo stesso Augusto. E quando venne a sapere che Antonio, dopo la sconfitta, era stato accolto da Marco Emilio Lepido e che anche altri comandanti, insieme ai loro eserciti, si stavano avvicinando al partito a lui avverso, abbandonò la causa degli ottimati. La tesi del complotto di Ottaviano sembra essere sostenuta anche da Tacito, che scrive:
(Tacito, Annales, I, 10)
Tornato a Roma con l'esercito, infatti, malgrado la giovane età (aveva soli vent'anni), Ottaviano si fece eleggere console suffectus assieme a Quinto Pedio, ottenendo compensi per i suoi legionari e facendo approvare dal Senato la lex Pedia contro i cesaricidi. In tal modo i consoli poterono rifiutarsi di portare ulteriore soccorso a Decimo Bruto, che, in fuga, venne infine ucciso nella Cisalpina da un capo gallo fedele ad Antonio. Svetonio racconta che:
(Svetonio, Augustus, 26)

#### Il secondo triumvirato (43-33 a.C.)
Dalla sua nuova posizione di forza, divenuto legalmente capo dello Stato romano, Ottaviano prese contatti con il principale sostenitore di Antonio, il pontefice massimo Marco Emilio Lepido, già magister equitum di Cesare, con l'intenzione di ricomporre i dissidi interni alla fazione cesariana. Con gli auspici di Lepido, ottenne dunque che fosse organizzato un incontro a tre con Antonio nei pressi di Bononia. Da quel colloquio privato nacque un accordo a tre, tra lui, Antonio e Lepido della durata di cinque anni. Si trattava del secondo triumvirato, riconosciuto legalmente dal Senato il 27 novembre di quello stesso anno con la Lex Titia, in cui veniva creata la speciale magistratura dei Triumviri rei publicae constituendae consulari potestate, ovvero "triumviri per la costituzione dello stato con potere consolare".
(Svetonio, Augustus, 27)
Il patto prevedeva la divisione dei territori romani: a Ottaviano toccarono Siria, Sardegna e Africa proconsolaris. I triunviri redassero delle liste di proscrizione, sull'esempio di Silla, contro gli oppositori di Cesare, che portarono alla confisca dei beni e all'uccisione di un gran numero di senatori e cavalieri, tra cui lo stesso Cicerone che pagò le Filippiche rivolte contro Antonio. A Roma e in Italia si scatenò quindi una caccia all'uomo senza eguali e in molti casi più feroce e indiscriminata di quella operata dopo la vittoria di Silla su Gaio Mario. Molte furono le vittime illustri: ben 300 senatori caddero sotto i colpi degli assassini e 2 000 cavalieri ne seguirono la sorte. Si preparò nel contempo la guerra contro Bruto e Cassio e i cesaricidi.
Tra questi fu anche Cicerone, al quale Antonio non aveva perdonato le orazioni contro di lui, raccolte nelle Filippiche. Ottaviano, pur essendo stato protetto e incoraggiato dal grande intellettuale latino, non fece nulla per salvargli la vita. Altra barbarie decisa dai triumviri fu l'uso di appendere ai rostri del foro le teste dei nemici uccisi e di dare una ricompensa proporzionale a chi le portava: 25 000 denari agli uomini liberi, 10 000 agli schiavi con l'aggiunta della manomissione e della cittadinanza.

##### La battaglia di Filippi (42 a.C.)
il loro delitto con procedimenti legali; e muovendo poi essi
guerra alla repubblica li vinsi due volte in battaglia.»
(Augusto, Res gestae divi Augusti)

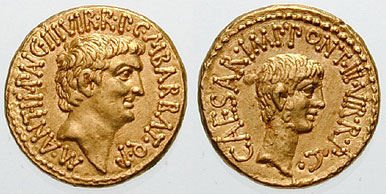
Aureo raffigurante Antonio e Ottaviano

Nell'ottobre del 42 a.C. Antonio e Ottaviano, lasciato Lepido al governo della capitale, si scontrarono con i cesaricidi Marco Giunio Bruto e Gaio Cassio Longino e li sconfissero in due scontri a Filippi, nella Macedonia orientale. I due anticesariani trovarono la morte suicidandosi. La battaglia fu vinta soprattutto per merito di Antonio e la parte di Ottaviano non fu certo gloriosa visto che Plinio il Vecchio, nella sua Naturalis historia, afferma che "alla battaglia di Filippi [Ottaviano] cadde malato, fuggì e si nascose per tre giorni in una palude" o come riferisce Svetonio "il suo campo venne preso dal nemico e riuscì a scappare a stento, rifugiandosi dalla parte dove si trovava l'esercito di Antonio". La versione ufficiale fu che Ottaviano era stato esortato a fuggire in un sogno avuto dal suo medico.
(Svetonio, Augustus, 13)
Ottaviano, Antonio e Lepido trovandosi padroni, ora, dei territori orientali procedettero a una nuova spartizione delle province: a Lepido furono lasciate la Numidia e l'Africa proconsolaris, ad Antonio, la Gallia, la Transpadania e l'Oriente romano, a Ottaviano spettarono l'Italia, la Sicilia, l'Iberia, e la Sardegna e Corsica.

##### Primi contrasti (41-39 a.C.)

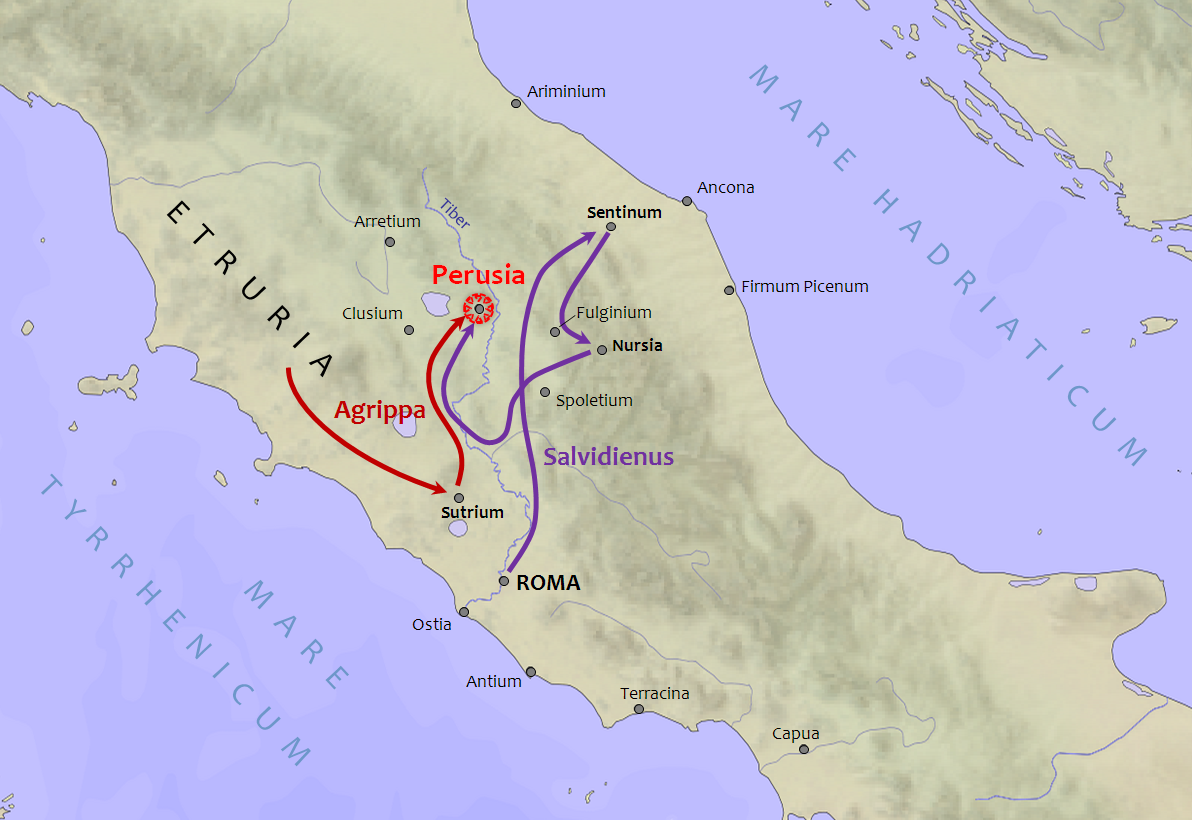
Mappa ricostruttiva della guerra di Perugia

Successivamente nacquero i primi contrasti: Lucio Antonio, fratello di Antonio, nel 41 a.C. si ribellò a Ottaviano poiché pretendeva che anche ai veterani del fratello fossero distribuite terre in Italia (oltre ai 170 000 veterani di Ottaviano), ma fu sconfitto a Perugia nel 40 a.C. Svetonio racconta che durante l'assedio di Perugia, mentre stava facendo un sacrificio non molto distante dalle mura cittadine, Ottaviano per poco non fu ucciso da un gruppo di gladiatori che avevano compiuto una sortita dalla città. Non si può provare che Antonio fosse a conoscenza delle azioni del fratello ma, dopo la sconfitta di quest'ultimo, tanto Antonio come Ottaviano decisero di non dare troppo peso all'accaduto (Lucio Antonio fu risparmiato e perfino inviato in Spagna come governatore). Contemporaneamente a questi fatti, il legato di Antonio in Gallia, un certo Quinto Fufio Caleno, morì e le sue legioni passarono dalla parte di Ottaviano, che poté appropriarsi di nuove province del rivale. Svetonio aggiunge:
(Svetonio, Augustus, 15)
Ottaviano a questo punto sposò Scribonia, parente di Sesto Pompeo: da questa donna, Ottaviano ebbe la sua unica figlia, Giulia. In realtà, però, né l'intesa, né il matrimonio durarono a lungo. Nell'estate del 40 a.C. Ottaviano e Antonio vennero ad aperte ostilità: Antonio cercò di sbarcare a Brindisi con l'aiuto di Sesto Pompeo, ma la città gli chiuse le porte. I soldati di ambedue le fazioni si rifiutarono di combattere e i triumviri, pertanto, misero da parte le discordie. Con il trattato di Brindisi (settembre del 40 a.C.) si venne a una nuova divisione delle province: ad Antonio restò l'Oriente romano da Scutari, compresa la Macedonia e l'Acaia; a Ottaviano l'Occidente compreso l'Illirico; a Lepido, ormai fuori dai giochi di potere, l'Africa e la Numidia; a Sesto Pompeo fu confermata la Sicilia per metterlo a tacere, affinché non arrecasse problemi in Occidente. Il patto fu sancito con il matrimonio tra Antonio, la cui moglie Fulvia era morta da poco, e la sorella di Ottaviano, Ottavia minore. Dopo la pace di Brindisi, Ottaviano ruppe inoltre l'alleanza con Sesto Pompeo, ripudiò Scribonia, e sposò Livia Drusilla, madre di Tiberio e in attesa di un secondo figlio.
Nel 39 a.C., a Miseno, Ottaviano attribuì a Sesto Pompeo la provincia di Sardegna e Corsica, fondando dunque la città di Turris Libisonis, porto granario di Roma e promettendogli l'Acaia, ottenendo in cambio la ripresa dei rifornimenti a Roma (Pompeo con la sua flotta bloccava le navi provenienti dal Mediterraneo). Sesto Pompeo, però, stava diventando un alleato scomodo e Ottaviano decise di disfarsene di lì a poco. Si arrivò così a una prima serie di scontri non particolarmente felici per Ottaviano: la flotta preparata per invadere la Sicilia fu infatti distrutta sia da Sesto sia da un violento fortunale.

##### Rinnovo e fine del triumvirato (38-33 a.C.)

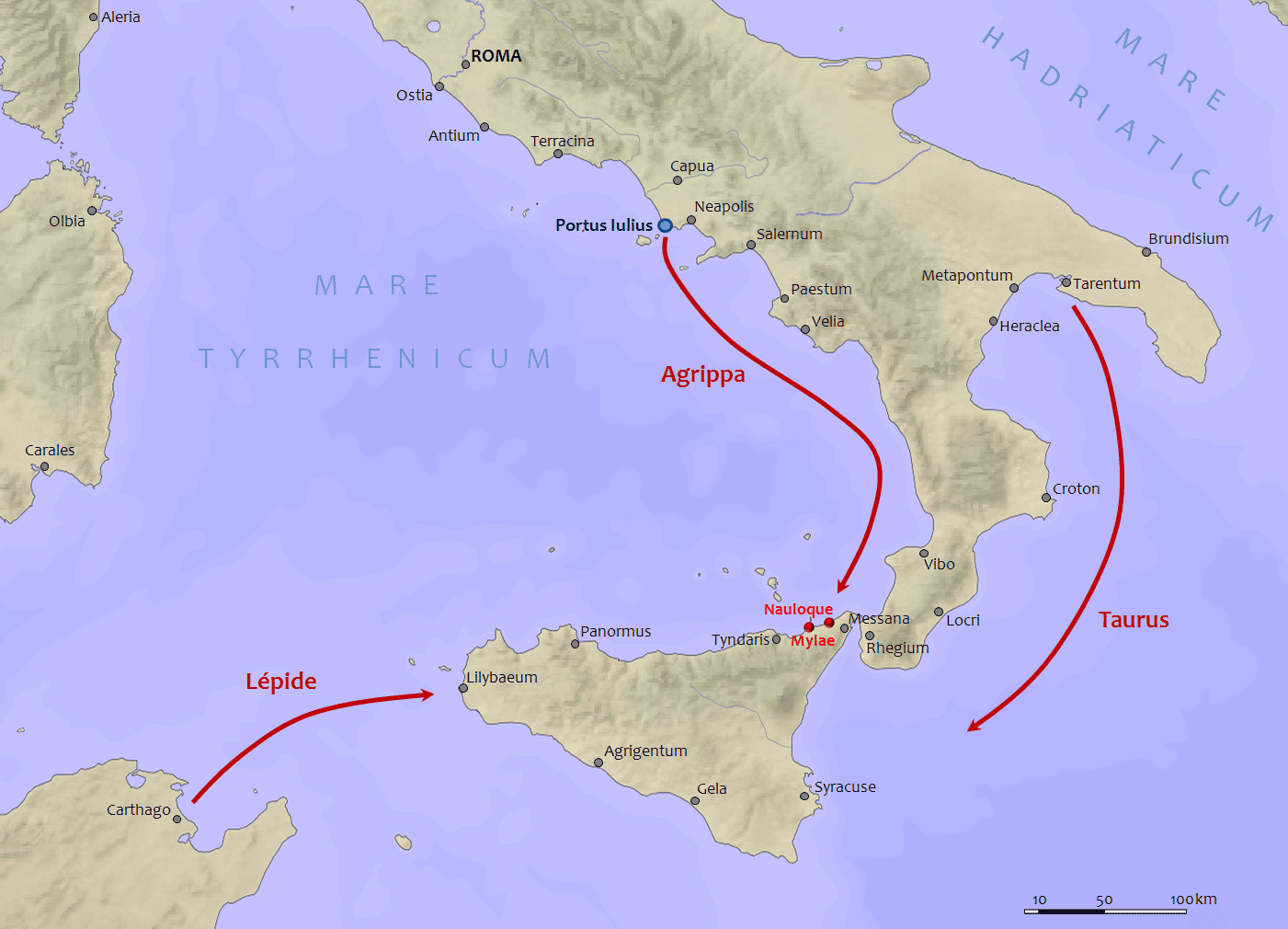
La campagna militare in Sicilia contro le forze di Sesto Pompeo

Nel 38 a.C. Ottaviano si risolse a incontrarsi a Brundisium con Antonio e Lepido per rinnovare il patto di alleanza per altri cinque anni. Nel 36 a.C., però, grazie all'amico e generale Marco Vipsanio Agrippa, Ottaviano riuscì a porre fine alla guerra con Sesto Pompeo. Quest'ultimo, grazie anche ad alcuni rinforzi inviati da Antonio, fu infatti sconfitto definitivamente presso Nauloco.
(Svetonio, Augustus, 16)
Ancora Svetonio racconta di altri episodi curiosi di questa guerra contro Pompeo, che vide Ottaviano:
(Svetonio, Augustus, 16)
La Sicilia cadde e Sesto Pompeo fuggì in Oriente, dove poco dopo fu assassinato dai sicari di Antonio.
A quel punto, però, Ottaviano dovette far fronte alle ambizioni di Lepido, il quale riteneva che la Sicilia dovesse toccare a lui e, rompendo il patto di alleanza, mosse per impossessarsene con venti legioni. Sconfitto però rapidamente, dopo che i suoi soldati lo abbandonarono passando dalla parte di Ottaviano, Lepido fu infine confinato al Circeo, pur conservando la carica pubblica di pontifex maximus.
Dopo l'eliminazione graduale di tutti i contendenti nell'arco di sei anni, da Bruto e Cassio, a Sesto Pompeo e Lepido, la situazione rimase nelle sole mani di Ottaviano, in Occidente, e Antonio, in Oriente, portando un inevitabile aumento dei contrasti tra i due triumviri, ciascuno troppo ingombrante per l'altro, tanto più che i successi ottenuti nelle campagne militari di Ottaviano in Illirico (35-33 a.C.) e contro Lepido non erano stati compensati da Antonio in Oriente contro i Parti, limitandosi alla sola acquisizione in dote dell'Armenia. Ottenne un nuovo consolato, il secondo, nove anni dopo il primo (nel 33 a.C.) e un terzo, un anno dopo il secondo (nel 31 a.C.). Alla sua scadenza, nel 33 a.C., il triumvirato non venne rinnovato (durò infatti dieci anni). Ottaviano e Antonio inoltre non erano più legati da vincoli di sangue, visto che il primo aveva divorziato da Scribonia (parente di Antonio) nel 39 a.C. e il secondo aveva ripudiato Ottavia (sorella di Ottaviano) per congiungersi con Cleopatra.

#### Guerra con Antonio e la vittoria di Azio (33-31 a.C.)

Mappa della battaglia di Azio

Il conflitto era ora inevitabile. Mancava solo il casus belli, che Ottaviano trovò nel testamento di Antonio, in cui risultavano le sue decisioni di lasciare i territori orientali di Roma a Cleopatra VII d'Egitto e ai suoi figli, compreso Cesarione, figlio di Gaio Giulio Cesare. Svetonio ricorda infatti che nel 32 a.C.:
(Svetonio, Augustus, 17)
Ancora Svetonio aggiunge che Antonio scriveva ad Augusto in modo confidenziale, quando non era ancora scoppiata la guerra civile tra loro:
(Svetonio, Augustus, 69.)
In seguito quando fece dichiarare nemico pubblico Antonio, gli rimandò i suoi parenti e i suoi amici, tra cui i consoli Gaio Sosio e Domizio Enobarbo. Poi il Senato di Roma dichiarò guerra a Cleopatra, ultima regina tolemaica di Egitto, sul finire del 32 a.C. Antonio e Cleopatra furono sconfitti nella battaglia di Azio, del 2 settembre 31 a.C. e si suicidarono entrambi, l'anno successivo in Egitto.

#### Da Ottaviano ad Augusto (30-23 a.C.)

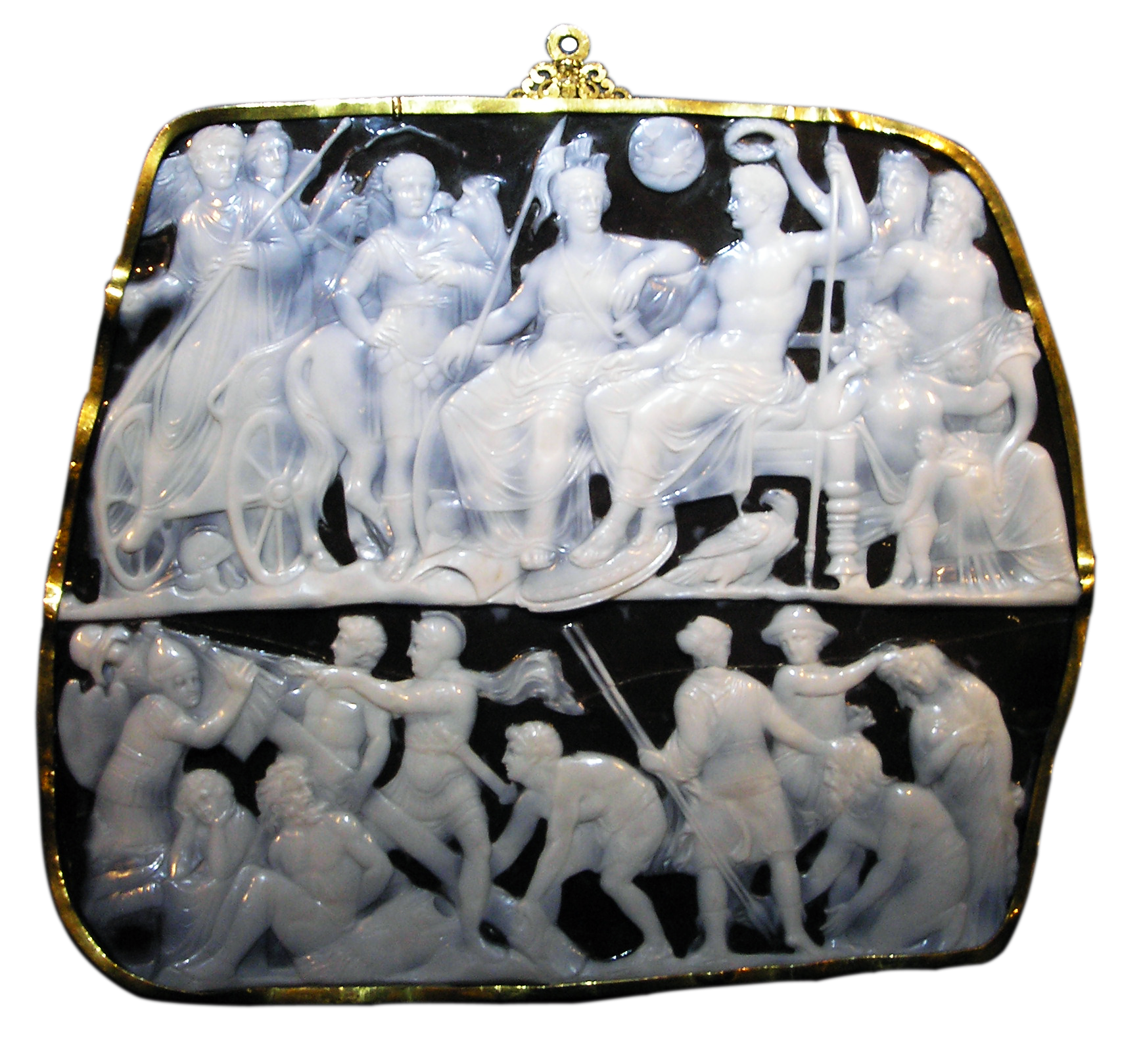
La cosiddetta Gemma augustea, la cui complicata iconografia è una celebrazione delle gesta di Augusto

Dopo Azio, Ottaviano non solo ordinò di uccidere il figlio di Cleopatra, Cesarione (la cui paternità veniva attribuita dalla regina a Cesare), ma decise di annettere l'Egitto (30 a.C.), compiendo l'unificazione dell'intero bacino del Mediterraneo sotto Roma, e facendo di questa nuova acquisizione la prima provincia imperiale, governata da un proprio rappresentante, il prefetto d'Alessandria ed Egitto. L'imperium di Ottaviano su questa provincia venne probabilmente sancito da una legge comiziale già nel 29 a.C., due anni prima della messa in opera del nuovo assetto provinciale. Svetonio racconta che in questa circostanza, quando si trovava ancora ad Alessandria, Ottaviano:
(Svetonio, Augustus, 18)
Per la storiografia moderna più datata, la nuova forma di governo provinciale riservata all'Egitto ebbe origine dal tentativo di compensare la popolazione indigena della perdita del loro monarca-dio (il faraone), con la nuova figura del Princeps; in realtà, la scelta di Ottaviano di porre a capo della nuova provincia un prefetto plenipotenziario (figura che derivava direttamente dal prefetto della città tardo-repubblicana), il cosiddetto praefectus Alexandreae et Aegypti, titolo ufficiale attribuito al neo-governatore collegato alla soppressione della Bulè di Alessandria, fu dettata dal contesto in cui avvenne la conquista del paese: la guerra civile, ragioni di ordine strategico-militare nella lotta fra le due factiones tardo-repubblicane pro-occidente o pro-oriente, l'importanza del grano egiziano per l'annona di Roma e, non da ultimo, il tesoro tolemaico. L'aver, infatti, potuto mettere le mani sulle risorse finanziarie dei Tolomei consentì a Ottaviano di pagare molti debiti di guerra, nonché decine di migliaia di soldati che in tanti anni di campagne lo avevano servito, disponendone l'insediamento in numerose colonie, sparse in tutto il mondo romano. Svetonio aggiunge che Ottaviano:
(Svetonio, Augustus, 18)

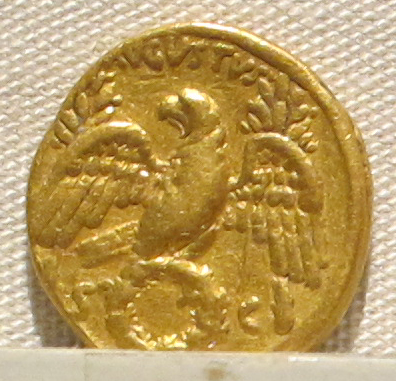
Aureo coniato nel 27 a.C., negli anni del consolidamento del potere di Ottaviano

Ottaviano era divenuto, di fatto, il padrone assoluto dello Stato romano, anche se formalmente Roma era ancora una repubblica e Ottaviano stesso non era ancora stato investito di alcun potere ufficiale, dato che la sua potestas di triumviro non era stata più rinnovata: nelle Res Gestae riconosce di aver governato in questi anni in virtù del "potitus rerum omnium per consensum universorum" ("consenso generale"), avendo per questo motivo ricevuto una sorta di perpetua tribunicia potestas (certamente un fatto extra-costituzionale).
Finché questo consenso continuò a comprendere l'appoggio leale degli eserciti, Ottaviano poté governare al sicuro, e la sua vittoria costituì, di fatto, la vittoria dell'Italia sul vicino Oriente; la garanzia che mai il dominio romano avrebbe potuto trovare altrove il suo equilibrio e il suo centro al di fuori di Roma.
Il Senato gli conferì progressivamente onori e privilegi, ma il problema che Ottaviano doveva risolvere consisteva nella trasformazione della sostanza dei rapporti istituzionali, lasciando intatta la forma repubblicana. I fondamenti del reale potere vennero individuati nell'imperium e nella tribunicia potestas: il primo, proprio dei consoli, conferiva a chi ne era titolare il potere esecutivo, legislativo e militare, mentre la seconda, propria dei tribuni della plebe, offriva la facoltà di opporsi alle decisioni del Senato, controllandone la politica grazie al diritto di veto. Ottaviano cercò di ottenere tali poteri evitando di alterare le istituzioni repubblicane e dunque senza farsi eleggere a vita console e tribuno della plebe ed evitando inoltre la soluzione cesariana (Giulio Cesare era stato eletto, prima annualmente e poi a vita dictator). La carica di dittatore gli fu infatti offerta, ma egli prudentemente la rifiutò:
(Svetonio, Augustus, 52)

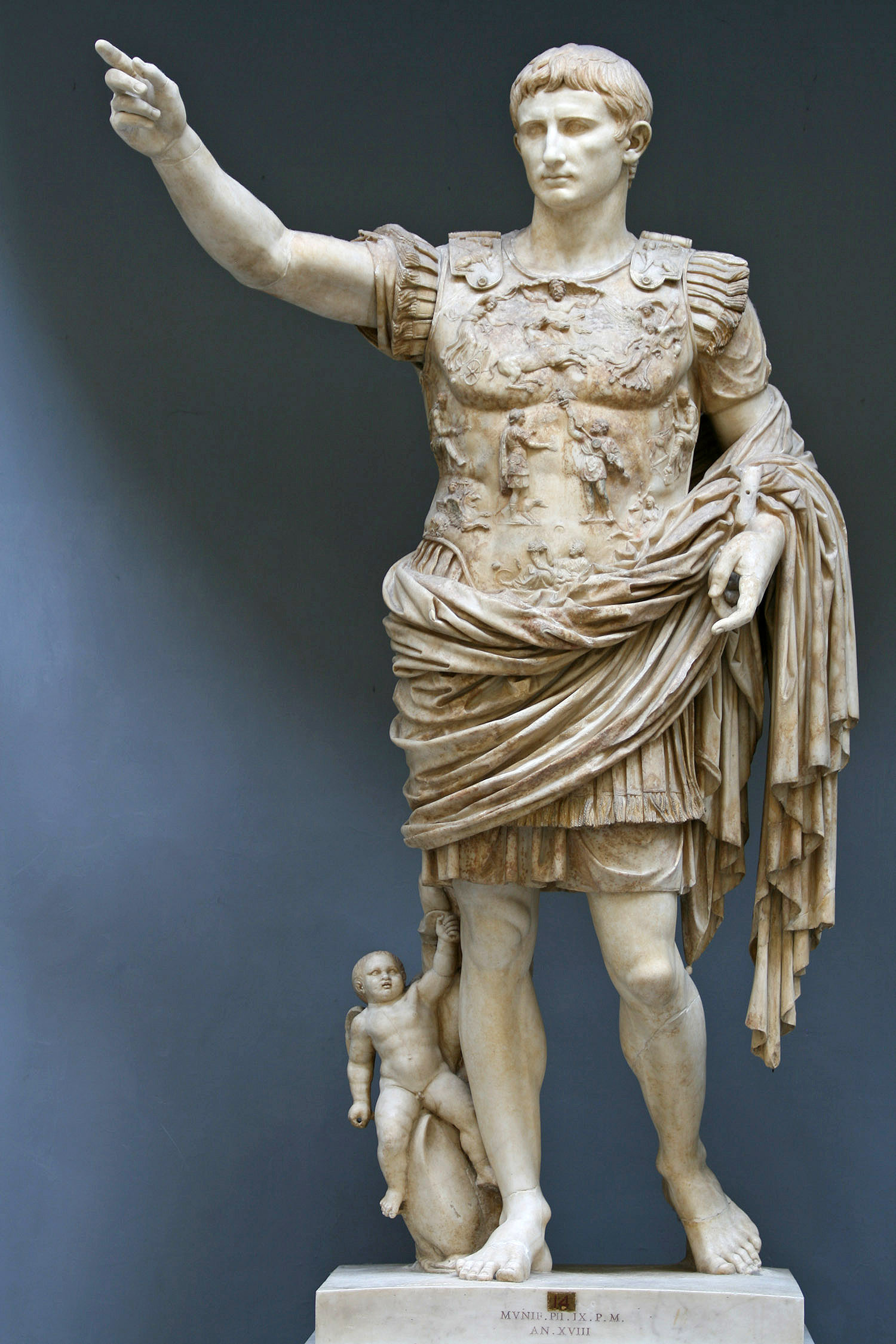
Statua di Augusto detta "Augusto di Prima Porta" o "Augusto loricato", custodita ai Musei Vaticani

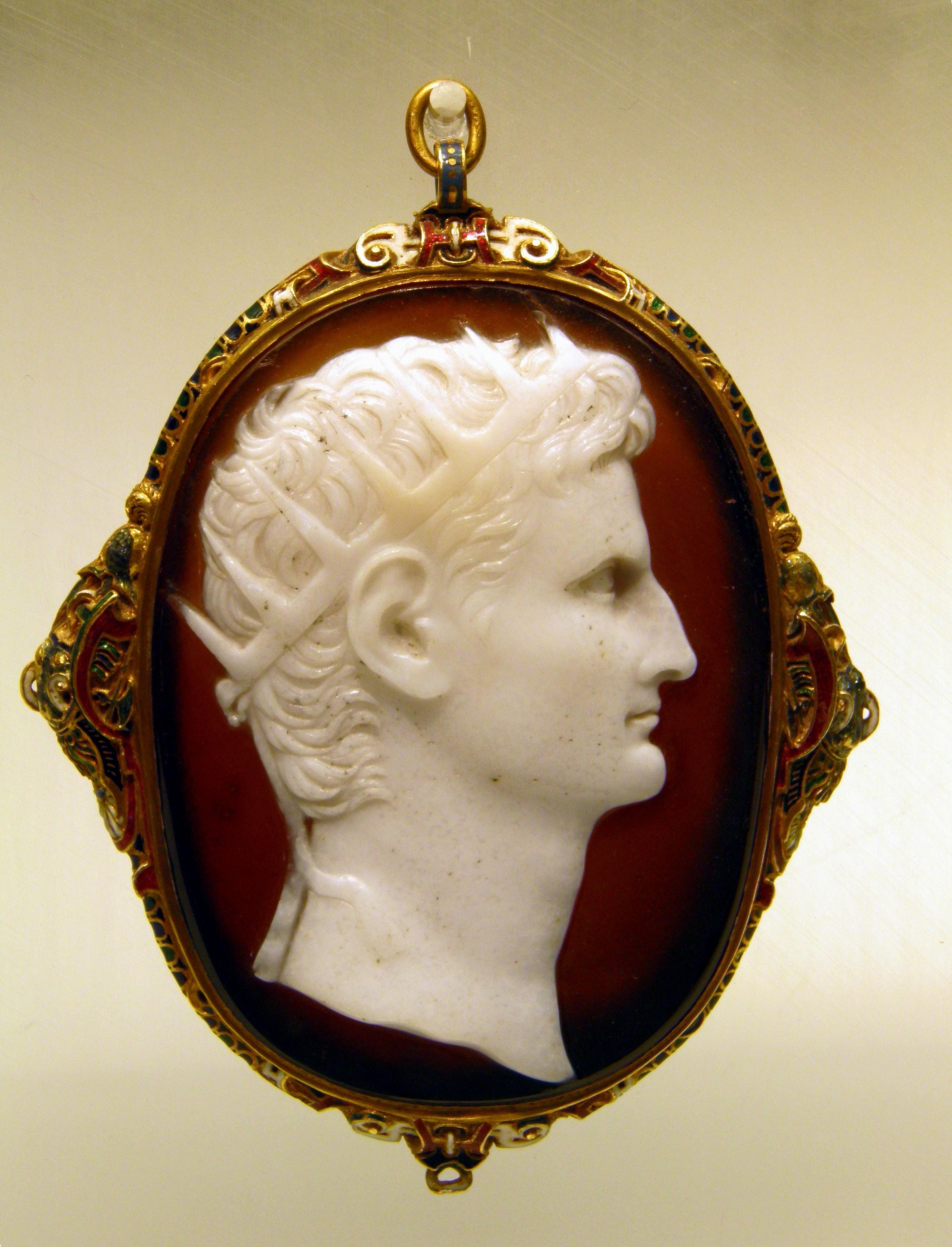
Cameo del I secolo con Augusto che indossa una corona con i raggi del Sole, presso il Museo Romano-Germanico di Colonia

Egli considerò il titolo di dominus («signore») come un grave insulto e sempre lo respinse con vergogna.

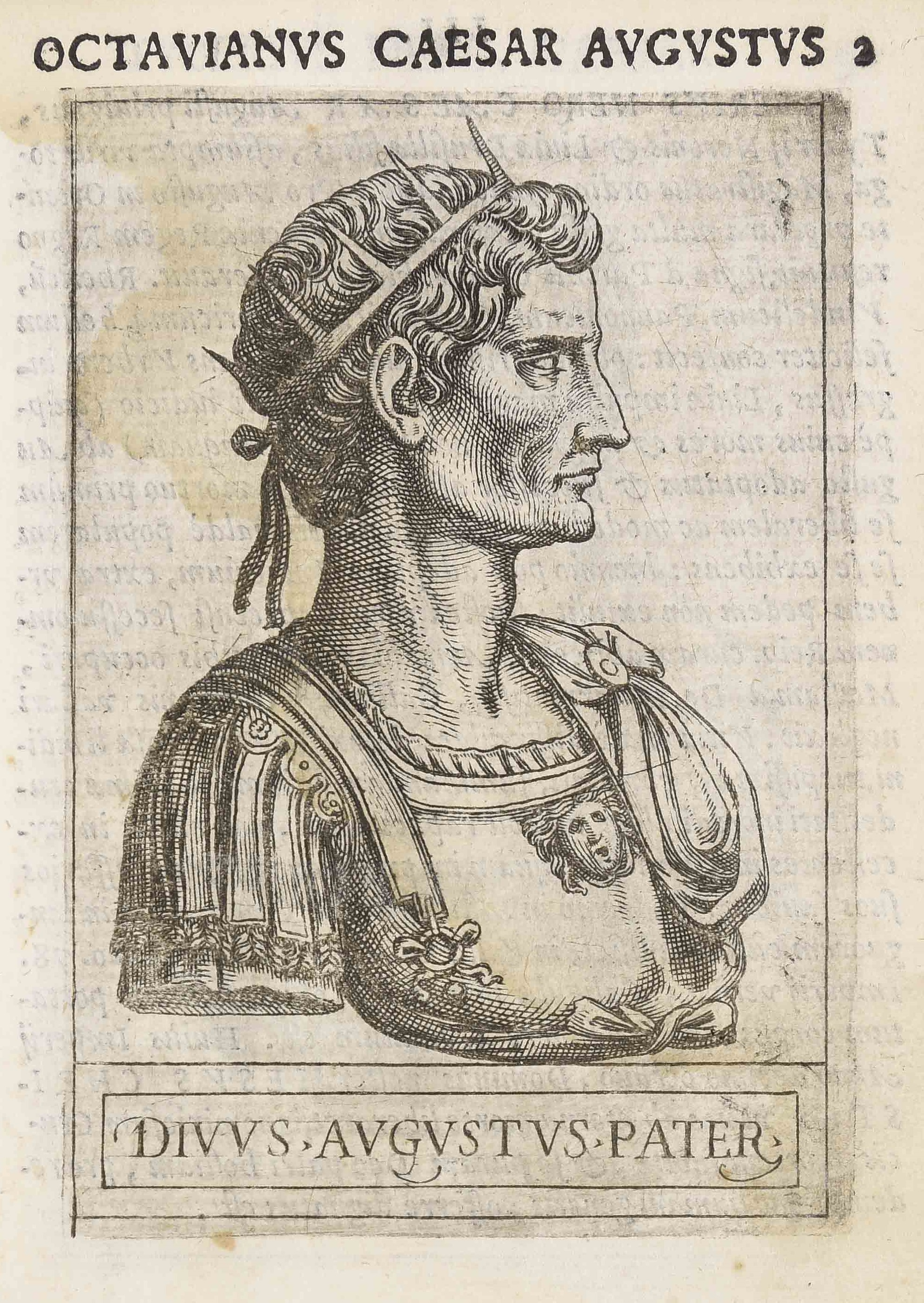
Augusto in un'incisione di Giovanni Battista Cavalieri, contenuta nell'opera Romanorum Imperatorum effigies del 1583. Dalla copia conservata presso la Biblioteca comunale di Trento

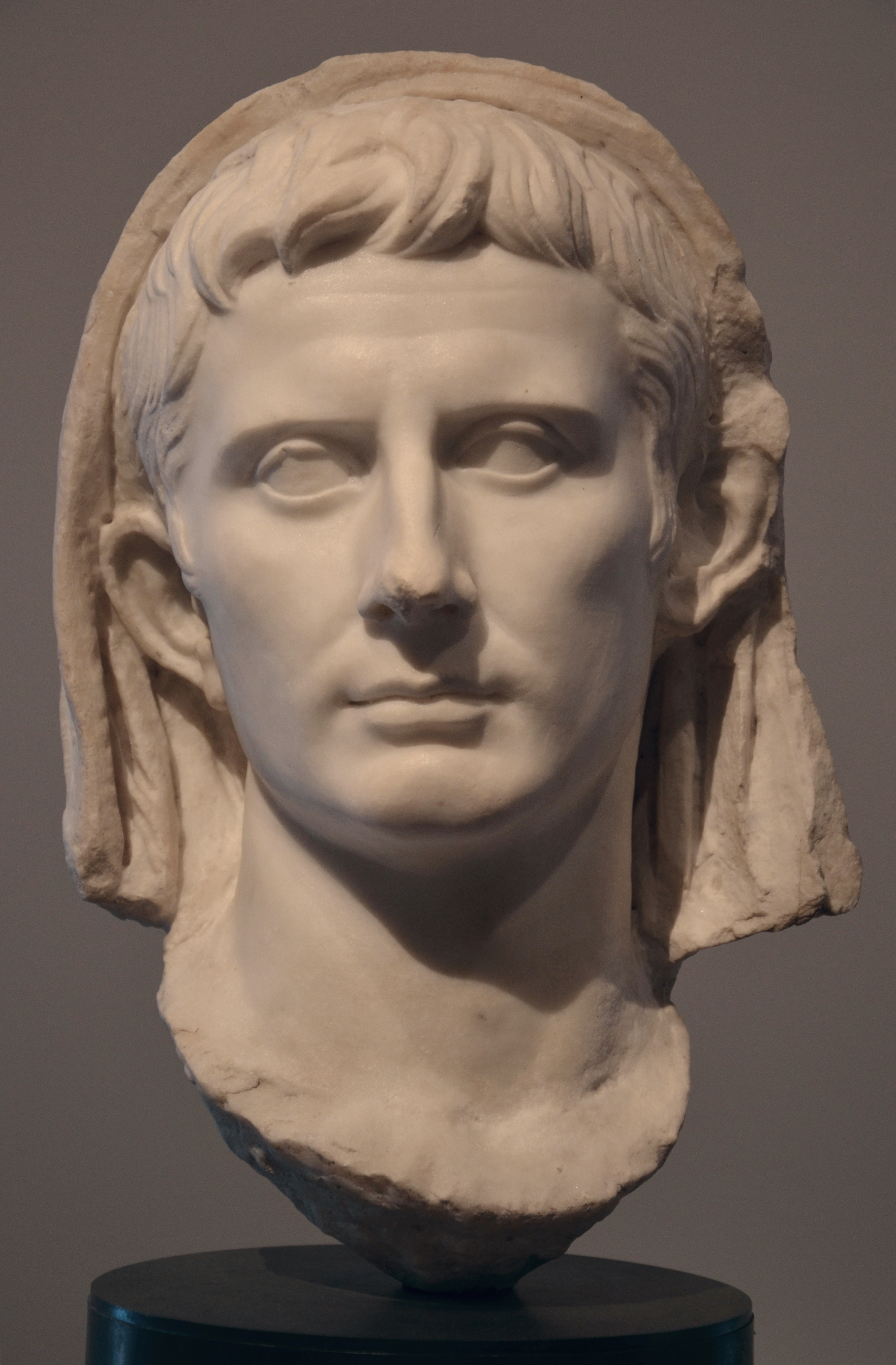
Augusto capite velato, ossia nella sua veste di pontefice massimo (Museo Archeologico Nazionale delle Marche, Ancona)

Svetonio racconta che un giorno, durante una rappresentazione teatrale alla quale assisteva, un mimo esclamò: O dominum aequum et bonum! («O signore giusto e buono!»). Tutti gli spettatori approvarono esultanti, quasi che l'espressione fosse rivolta ad Augusto, ma egli, non solo pose fine a queste adulazioni con un gesto e lo sguardo, ma il giorno seguente emise anche un severo proclama che ne vietasse ulteriori piaggerie. Egli, infine, non permise che lo chiamassero dominus né i figli o i nipoti, che fosse per gioco o in tono serio. Ancora Svetonio racconta che Ottaviano:
(Svetonio, Augustus, 28)
Nel 27 a.C., Ottaviano restituì formalmente nelle mani del Senato e del popolo romano i poteri straordinari assunti per la guerra contro Cleopatra, ricevendo in cambio: il titolo di console da rinnovare annualmente, una potestas con maggiore auctoritas rispetto agli altri magistrati (consoli e proconsoli), poiché aveva diritto di veto in tutto l'Impero, a sua volta non assoggettato ad alcun veto da parte di qualunque altro magistrato; l'imperium proconsolare decennale, rinnovatogli poi nel 19 a.C., sulle cosiddette province "imperiali" (compreso il controllo dei tributi delle stesse), vale a dire le province dove fosse necessario un comando militare, ponendolo di fatto a capo dell'esercito; il titolo di Augusto (su proposta di Lucio Munazio Planco), cioè "degno di venerazione e di onore", che sancì la sua posizione sacra che si fondava sul consensus universorum di Senato e popolo romano; l'utilizzo del titolo di Princeps ("primo cittadino"); il diritto di condurre trattative con chiunque volesse, compreso il diritto di dichiarare guerra o stipulare trattati di pace con qualunque popolo straniero.
Questi poteri decretarono che le province fossero divise in senatorie, rette da magistrati eletti dal Senato, e imperiali, rette da magistrati sottoposti al diretto controllo di Augusto; faceva eccezione l'Egitto, retto da un prefetto di rango equestre, munito di un imperium delegato da Augusto ad similitudinem proconsulis. L'imperium gli consentì di assumere direttamente il comando delle legioni stanziate nelle province "non pacatae" e di avere così costantemente a disposizione una forza militare a garanzia del suo potere, nel nesso inscindibile tra esercito e proprio comandante che era stato creato dalla riforma di Gaio Mario, ormai vecchia di quasi un secolo. L'imperium gli garantiva, inoltre, la gestione diretta dell'amministrazione e la facoltà di emanare decreta, decisioni di carattere giurisdizionale, ed edicta, decisioni di carattere legislativo.
Sotto il controllo del Senato restarono le truppe di stanza nelle province senatoriali, le quali furono rette da un proconsole o propretore. Formalmente, il Senato avrebbe potuto in qualunque momento emanare un senatus consultum limitando, o revocando del tutto, i poteri conferiti.
Nel 23 a.C. fu conferita ad Augusto la tribunicia potestas a vita (che secondo alcuni gli era stata attribuita già dal 28 a.C.), la quale divenne la vera base costituzionale del potere imperiale: comportava infatti l'inviolabilità della persona e il diritto di intervenire in tutti i rami della pubblica amministrazione, e questo senza i vincoli repubblicani della collegialità della carica e della sua durata annuale. Particolarmente significativo fu il diritto di veto, che garantì ad Augusto la facoltà di bloccare qualunque iniziativa legislativa che considerasse pericolosa per la propria autorità. Nello stesso anno l'imperium di cui già godeva divenne imperium proconsulare maius et infinitum, in modo da comprendere anche le province senatorie: tutte le forze armate dello Stato romano dipendevano ora da lui.
(Svetonio, Augustus, 28)
E ancora gli furono conferite nuove onorificenze negli anni a venire. Nel 13 a.C., quando il Pontefice massimo Lepido morì, Ottaviano assunse anche questa carica divenendo il capo religioso dello Stato.
(Svetonio, Augustus, 31.)
Nell'8 a.C. fu emanata la Lex Iulia maiestatis, con cui per la prima volta venne punita l'offesa alla "maestà" dell'imperatore, in seguito foriera di conseguenze negative per tutto il periodo successivo. E per finire, nel 2 a.C., anno dell'inaugurazione del tempio di Marte Ultore e del Foro di Augusto, gli fu conferito il titolo onorifico di "Padre della patria" (Pater Patriae).

### Il principato (23 a.C. - 14)

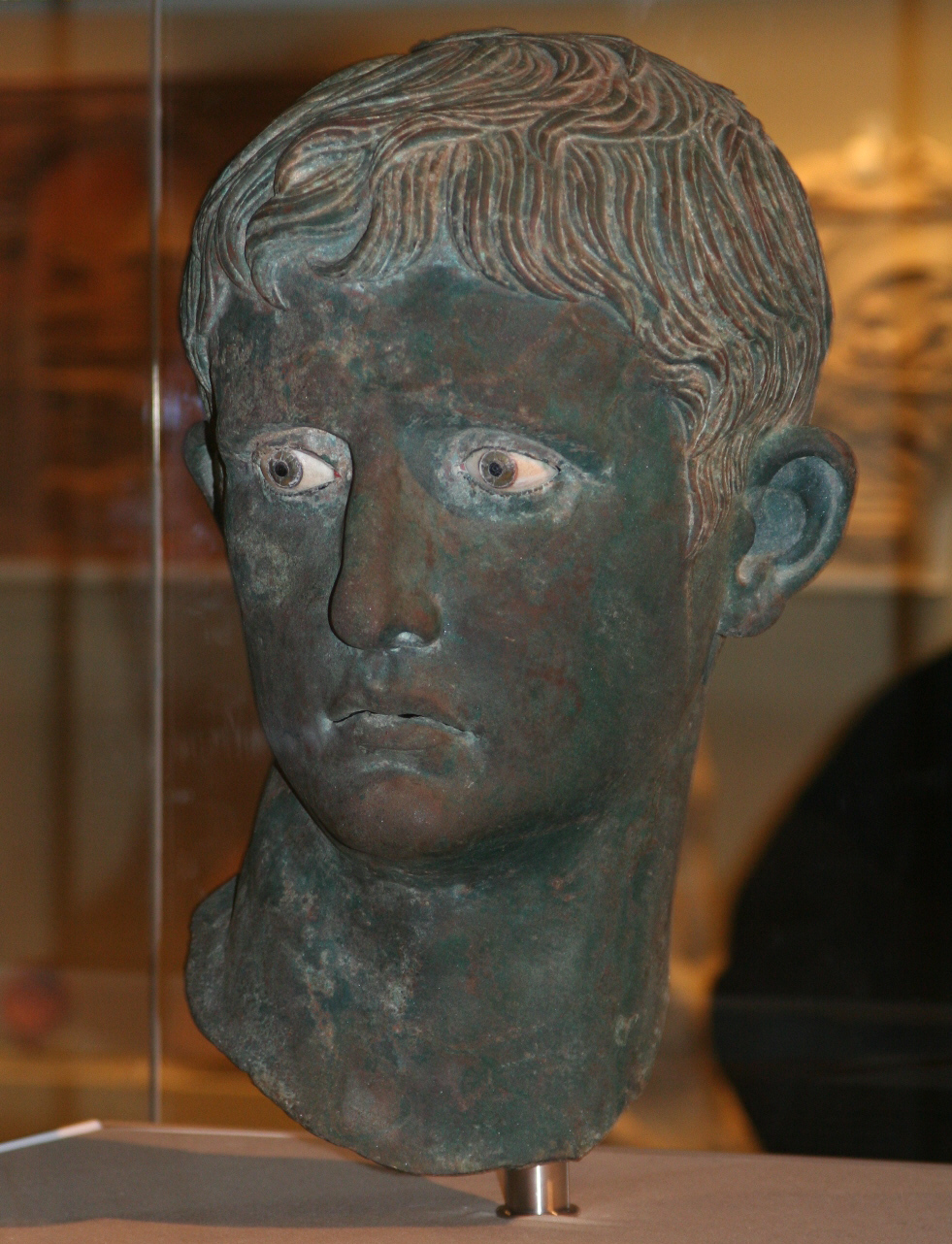
Testa di bronzo di Augusto, ritrovata a Meroe in Nubia (attuale Sudan)

L'ambizione di Augusto era quella di essere fondatore di un optimus status, facendo rivivere le più antiche tradizioni romane e nel contempo tenendo conto delle problematiche dei tempi. Il mantenimento formale delle forme repubblicane, nelle quali si inseriva il nuovo concetto della personale auctoritas del princeps (primo fra pari), permise di risolvere i conflitti per il potere vissuti nell'ultimo secolo della Repubblica. Egli non schiacciò affatto l'antica aristocrazia, ma le affiancò, in una più vasta cerchia del privilegio, il ceto degli uomini d'affari e dei funzionari, organizzati nell'ordine equestre, i cui membri furono spesso utilizzati dall'imperatore per controllare l'attività degli organi repubblicani e per il governo delle province imperiali.
Ottaviano, una volta ricevuti i necessari poteri da parte di Senato e Popolo romano, cominciò ad assumere misure atte a dare all'Italia e alle Province il sospirato benessere dopo oltre un decennio di guerre civili: riordinò il cursus honorum delle magistrature repubblicane, ne creò di nuove (come la figura del curator o quella del praefectus Urbis), ripristinò la carica magistratuale del censore, aumentò il numero dei pretori e promosse leggi che frenavano il diffondersi del celibato e incoraggiavano la natalità, emanando la lex Iulia de Maritandis Ordinibus del 18 a.C. e la lex Papia Poppaea del 9 d.C. (a completamento della prima legge).

#### La pax Augusta
Con l'avvento del principato di Augusto iniziò un lungo periodo di pace interna. Restavano da pacificare la Spagna e alcune zone della Gallia e l'imperatore portò a termine il compito con decisione, guidando alcune campagne personalmente e affidandone altre ad Agrippa. Da quel momento gli eserciti furono impegnati solo nell'allargare i confini dell'Impero. Per decreto del Senato, nel 17 a.C. si celebrò l'inizio di una nuova epoca, un nuovo saeculum di pace e si riprese la tradizione dei ludi saeculares, che durante la repubblica si erano tenuti ogni cent'anni. Per celebrare questo grande momento, nel 9 a.C. fu costruito nel Campo Marzio un grande altare alla Pace di Augusto, l'Ara Pacis Augustae.

#### Politica interna

##### Politica sociale e di moralizzazione
I molti abusi che esistevano ancora dopo la fine della guerra civile, particolarmente pericolosi per l'ordine pubblico, vennero in gran parte ridimensionati dalla nuova politica autoritaria del princeps. Augusto represse il brigantaggio mettendo posti di guardia nelle località più opportune, spesso facendo ispezionare luoghi dove si credeva vi fossero in corso sequestri, disciolse poi tutte le associazioni (collegia), con l'eccezione di quelli più antichi.
Considerando importante conservare la purezza della razza romana, evitando potesse mescolarsi con sangue straniero e servile, fu molto restio nel concedere la cittadinanza romana, ponendo anche precise regole riguardo all'affrancamento. E così degli schiavi, una volta tenuti lontani dalla libertà parziale o totale, stabilì il loro numero, la condizione e la divisione in differenti categorie, in modo da stabilire chi potesse essere affrancato.
Riorganizzò e ripulì l'ordine senatorio di quegli elementi giudicati deformi et incondita turba. Ne ridusse poi il numero alla cifra di un tempo, pari a 600, e gli restituì la sua antica dignità attraverso due selezioni: la prima era generata dai senatori stessi, in quanto ognuno sceglieva un collega; la seconda era operata dallo stesso princeps e dal fedele Marco Vipsanio Agrippa. Elevò poi il censo senatoriale, portandolo da ottocentomila a un milione e duecentomila sesterzi, e diede la differenza ai senatori che non ne avevano abbastanza.
Fece bruciare le liste dei vecchi debitori dell'erario, spesso utilizzate per accuse calunniose; a Roma lasciò ai proprietari del momento quei terreni che, in modo discutibile, la Res publica aveva ritenuto fossero suoi; fece distruggere i nomi di coloro che venivano costantemente accusati in modo sadico, senza che nessuno si lamentasse di loro, salvo i propri nemici; dispose inoltre che, qualora qualcuno avesse voluto nuovamente perseguitare costoro, avrebbe corso il rischio di essere a sua volta accusato e di subire la stessa pena.

##### Politica religiosa

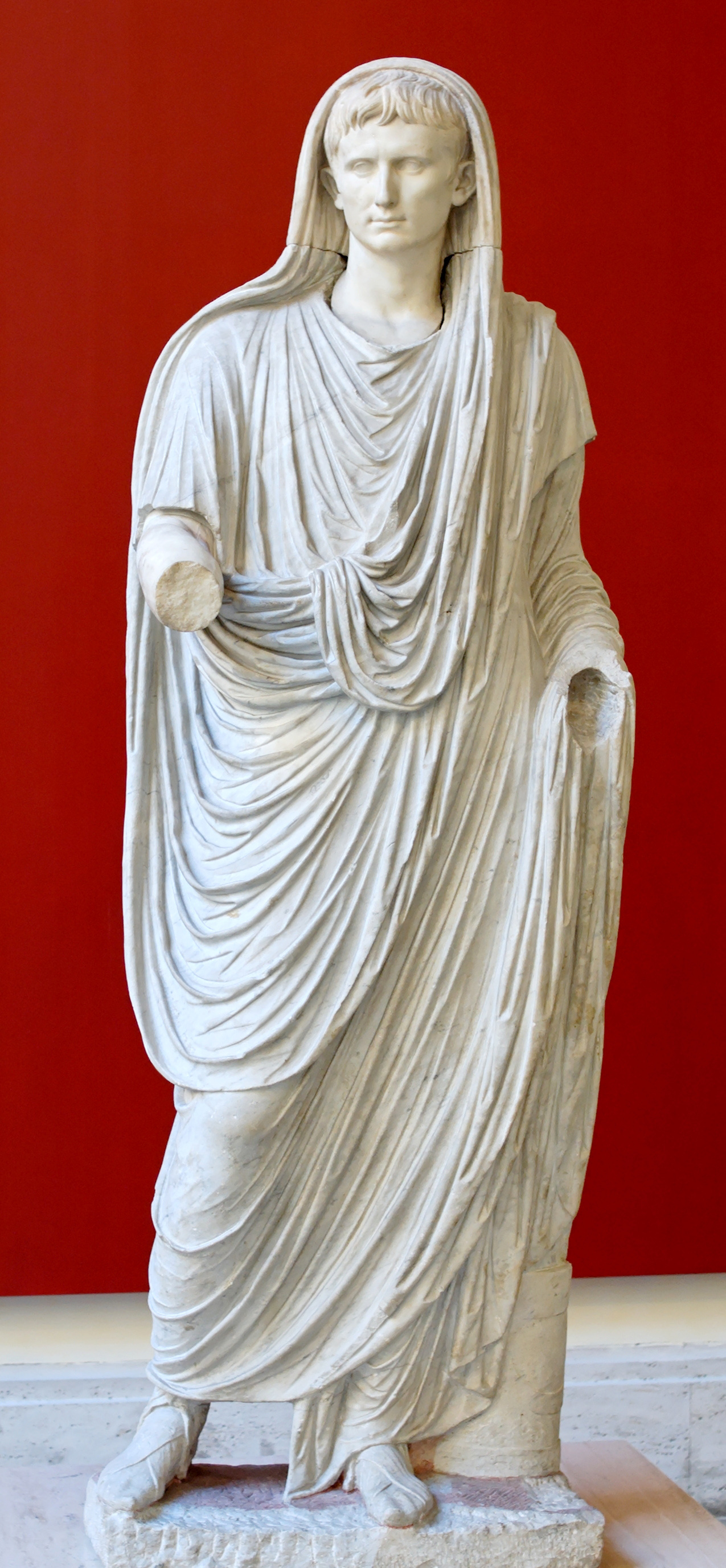
Augusto di via Labicana, ritratto di Augusto come pontefice massimo in tarda età

Riguardo invece alla politica religiosa, sappiamo che dopo il lungo periodo delle guerre civili, la crisi della religione romana, incominciata nella tarda età repubblicana, venne fermata in parte dagli interventi di Augusto, il quale
(Svetonio, Augustus, 31)
Ebbe il massimo rispetto per i culti religiosi stranieri, ma solo per quelli di antica tradizione. Disprezzò invece gli altri. Egli ricevette infatti l'iniziazione ad Atene. Quando visitò l'Egitto, evitò di andare a vedere il bue Api, e si complimentò con il nipote Gaio Cesare, il quale passando per la Giudea non si era recato a Gerusalemme per farvi dei sacrifici.

##### Amministrazione della giustizia
Anche la giustizia e il diritto romano vennero riformati. Augusto, infatti, per ottenere che nessun delitto risultasse impunito o archiviato a causa di continui ritardi, dispose che per gli atti forensi fossero previsti più di trenta giorni. Alle tre decurie di giudici ne aggiunse una quarta, seppure di censo inferiore, chiamata «dei ducenari», con il compito di giudicare riguardo a importi inferiori. I processi in appello a Roma, vennero affidati a un pretore urbano, quelli in provincia a consoli anziani, preposti dall'imperatore a questo genere di funzione.
Lo stesso Augusto giudicava con assiduità e, qualche volta, anche di notte. Emise sentenze con il massimo scrupolo, ma anche con estrema indulgenza. Svetonio racconta che quando testimoniava in tribunale, permetteva che lo interrogassero e lo contraddicessero con la più grande disponibilità e pazienza.
Il princeps ritoccò alcune leggi, altre le rifece completamente, come la legge sugli adulteri (tra il 18 e 16 a.C.), il broglio e il matrimonio tra gli ordini sociali. In quest'ultimo caso egli aveva ritenuto necessario assumere precisi provvedimenti per frenare il diffondersi del celibato e incoraggiare la natalità.
(Svetonio, Augustus, 34)

##### Amministrazione dell'Italia e di Roma
Augusto divise l'Italia in undici regioni arricchendola di nuovi centri. Svetonio e le Res gestae divi Augusti parlano della fondazione di ben 28 colonie. Riconobbe, in un certo qual modo, l'importanza di queste colonie, attribuendo diritti uguali a quelli di Roma, permettendo ai decurioni delle colonie di votare, ciascuno nella propria città, per l'elezione dei magistrati di Roma, facendo pervenire il loro voto nell'Urbe, il giorno delle elezioni.
Rispetto alle province fu soprattutto l'Italia a essere privilegiata da Augusto, che vi costruì una fitta rete stradale e abbellì le città dotandole di numerose strutture pubbliche (fori, templi, anfiteatri, teatri, terme...) e di uffici di raccolta tributari.
L'economia italica era florida: agricoltura, artigianato e industria ebbero una notevole crescita, che permise l'esportazione dei beni verso le province. L'incremento demografico fu rilevato da Augusto tramite tre censimenti.
Fece, infatti, di Roma una monumentale città di marmo e istituì due curatores aedium sacrarum et operum locorumque publicorum per preservare i templi e gli edifici pubblici; aumentò l'approvvigionamento idrico con la costruzione di due nuovi acquedotti e creando un corpo di tre curatores aquarum per l'approvvigionamento idrico; la divise in 14 regiones per meglio amministrarla oltre a istituire cinque curatores riparum et alvei Tiberis, per proteggere Roma da eventuali inondazioni; curò personalmente gli approvvigionamenti di cibo necessari alla popolazione della capitale, con la creazione del praefectus annonae e di due praefecti frumenti dandi (di rango senatorio) per somministrare i sussidi; incrementò, infine, il livello di sicurezza cittadina ponendo a salvaguardia dell'Urbe tre nuove prefetture: la praefectura vigilum per far fronte agli incendi di Roma; la praefectura Urbi al fine di mantenere l'ordine pubblico; la Guardia pretoriana, quale guardia personale del princeps.

##### Opere pubbliche

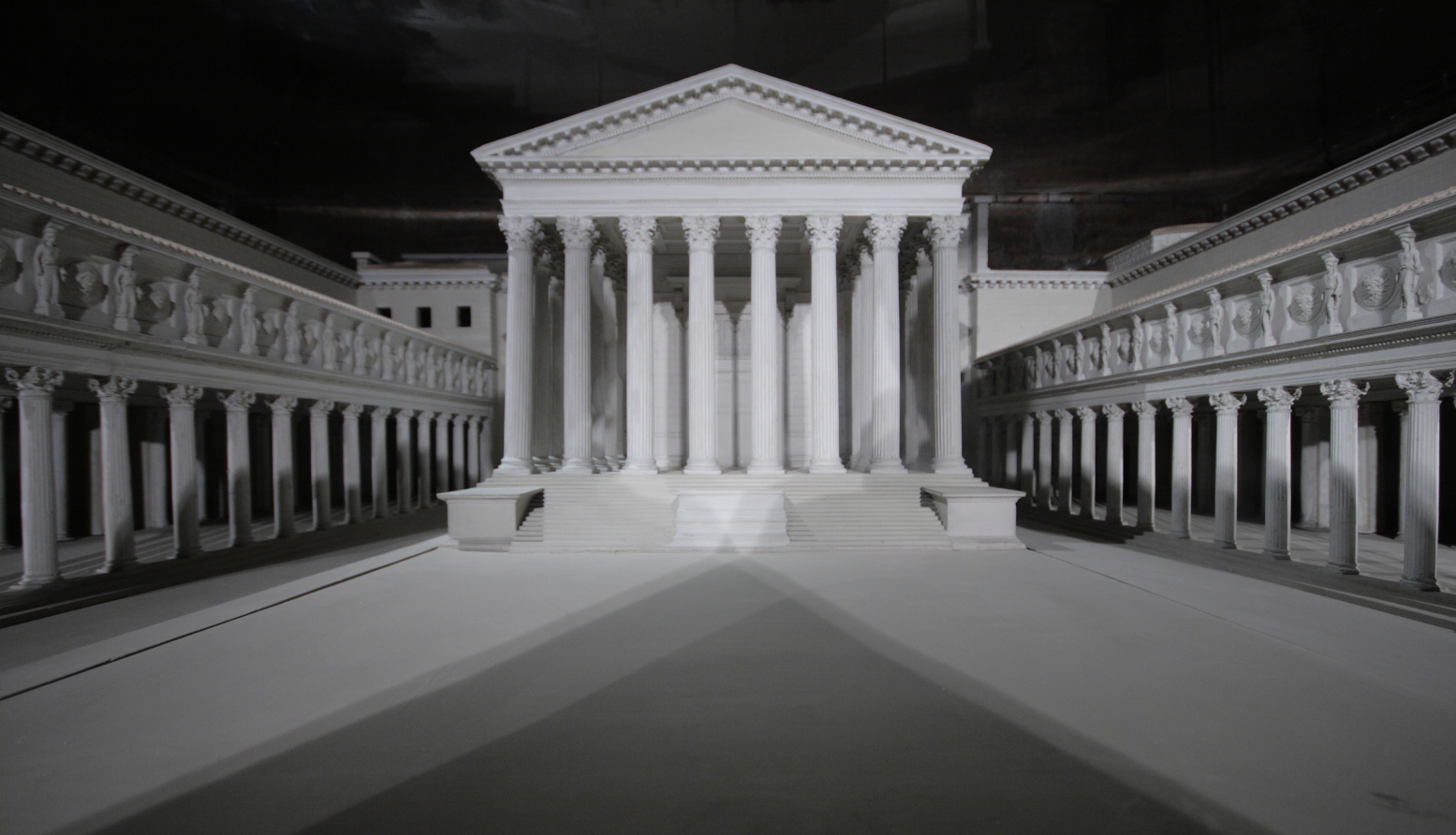
Modellino ricostruttivo del foro di Augusto

Sotto il suo governo vennero spese ingenti somme di denaro per fornire Roma di riserve di grano, acqua e di corpi di polizia, e per l'erezione o il restauro di pubblici edifici.
(Svetonio, Augustus, 28)
Numerosi furono, infatti, gli edifici, le opere pubbliche e i monumenti celebrativi costruiti o restaurati durante il suo principato:
(Svetonio, Augustus, 29)
Basterebbe ricordare, a titolo d'esempio:
- la costruzione di un nuovo foro, accanto al Foro di Cesare, che includeva anche il tempio di Marte Ultore;[113]
- la monumentalizzazione dell'area del Campo Marzio, attuata con la collaborazione di Agrippa, attraverso la costruzione del Mausoleo dinastico, dell'Ara Pacis, dei Saepta Iulia assieme al Diribitorium, del Pantheon e delle Terme di Agrippa, oltre al Teatro di Marcello, alla Basilica di Nettuno e ai due portici di Ottavia[113] e di Filippo. Presso il teatro di Marcello fece completare il tempio di Apollo Sosiano;
- la costruzione, nel Foro Romano, del Tempio del Divo Giulio, di uno o due archi trionfali[113], dell'arco di Gaio e Lucio Cesari presso una ricostruita Basilica Emilia, di una nuova tribuna con i rostri delle navi vinte nella battaglia di Azio.
- La creazione, tramite acquisti e nuove costruzioni, della Domus Augustea presso il Palatino, il primo palazzo imperiale, formato da una parte privata e una pubblica, e da un tempio ad Apollo presso la domus stessa. Sempre di questo complesso facevano parte il portico delle Danaidi e l'area Apollinis;
- edifici funzionali quali il Macellum Liviae sull'Esquilino, i tre acquedotti Aqua Iulia, Aqua Virgo e Aqua Alsietina, oltre a un nuovo ponte sul Tevere, grazie soprattutto al coordinamento di Agrippa.[113]

Tra le opere principali fatte da Augusto, Svetonio ricordò anche il portico di Livia e il tempio di Giove Tonante.

##### Amministrazione provinciale
(Svetonio, Augustus, 47.)

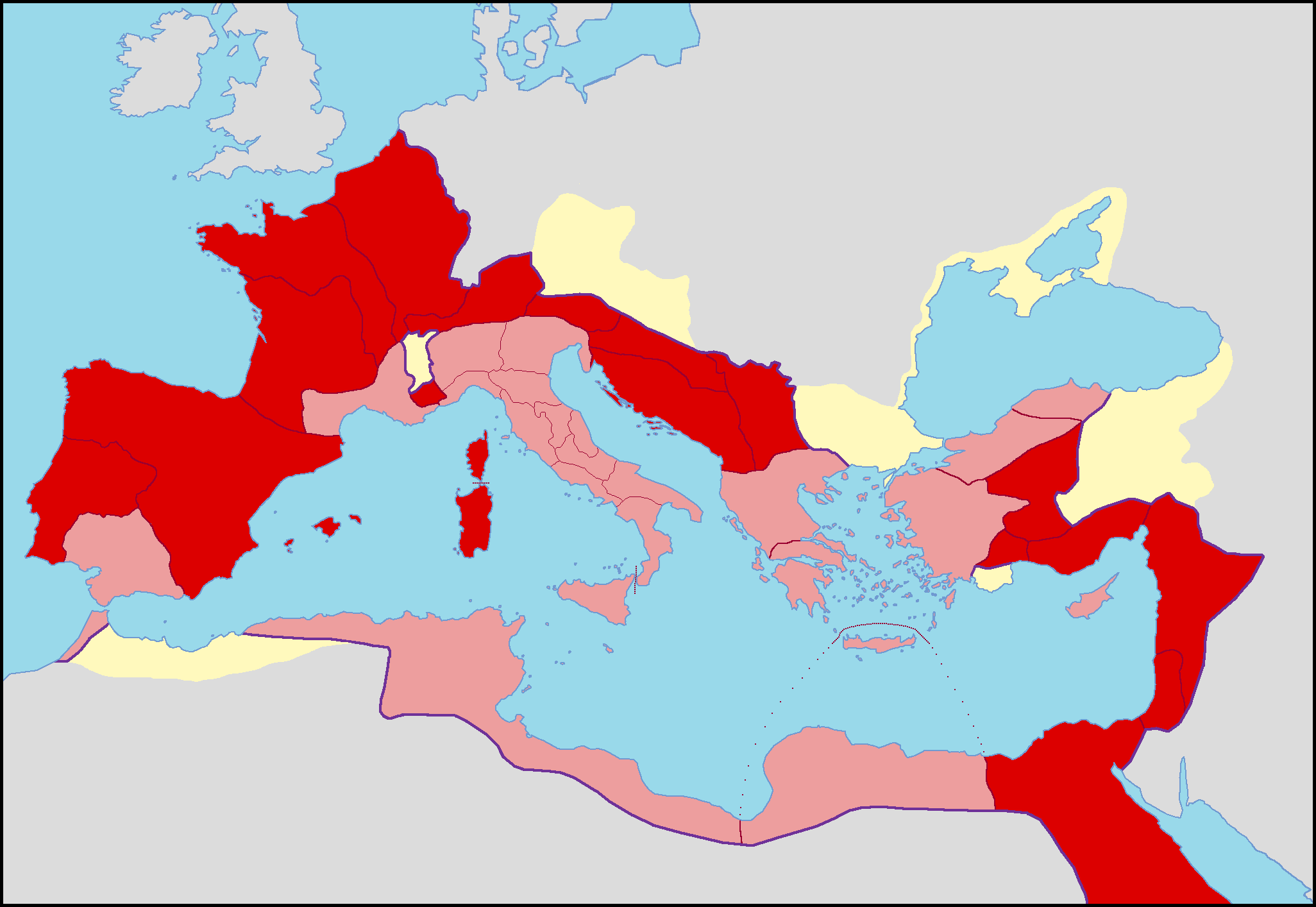
Province senatorie (in rosa) e imperiali (in rosso) nel 14 d.C., sotto Augusto

Nel 27 a.C., riorganizzò le province da un punto di vista fiscale e amministrativo, delegando l'amministrazione delle province nel seguente modo:
- Per sé stesso, tenne le cosiddette province non pacificate[114] ovvero quelle in cui erano stanziate le legioni, con il fine di giustificare il potere sull'esercito. Erano dette imperiali e affidate ai legati Augusti pro praetore di rango senatorio. Faceva eccezione l'Egitto, in cui venne riconfermato il praefectus Alexandreae et Aegypti. Per l'aspetto tributario, tali province erano affidate a procuratores Augusti; le entrate andavano a confluire sulla neonata cassa del principe, il fiscus.
- Le rimanenti province, quelle di più antica costituzione (pacate) e prive di stanziamenti legionari (tranne che per la provincia d'Africa), vennero lasciate al governo delle promagistrature tradizionali (proconsules).[114] Tali province presero poi il nome di provinciae Populi Romani. I tributi venivano raccolti dai quaestores e confluivano nell'aerarium, l'antica cassa dello Stato romano.
- Altri distretti, di minori dimensioni e importanza, non elevati al rango di provincia e nei quali erano stanziate solo truppe ausiliare, furono affidati a ufficiali, col titolo di prefetti civitatum. Questi distretti dipendevano dal legato della provincia (o dell'esercito) più vicino: così la prefettura di Giudea dipendeva dal legato di Siria e le prefetture alpine dal legato dell'esercito germanico.

Creò, inoltre, nuovi e numerosi municipi e colonie, al fine di portare avanti l'opera di romanizzazione nelle province. Nel 25 a.C. (in occasione della vittoria dei Romani sui Salassi), per volere dell'imperatore Augusto, venne fondata Augusta Praetoria (l'attuale Aosta). Durante il suo regno, venne fondata Iulia Augusta Taurinorum, (l'attuale Torino). Per quanto riguarda Bononia (Bologna), che era colonia di veterani di Antonio, Augusto ne confermò lo statuto, venendo onorato come padre della città (Storia di Bologna, 2005, A. Donati, G. Sassatelli editori). Creò inoltre il cosiddetto cursus publicus, vale a dire il servizio imperiale di posta che assicurava gli scambi all'interno dell'Impero romano.
(Svetonio, Augustus, 49.)

##### Amministrazione finanziaria
| Denario                                 | Denario |
| --------------------------------------- | ------- |
|                                         |         |
| Denario raffigurante Augusto imperatore |         |

Augusto riorganizzò l'amministrazione finanziaria dello Stato romano. Attribuì infatti un salario e una gratifica di congedo a tutti i soldati dell'esercito imperiale (sia ai legionari sia agli ausiliari); assegnò un salario (salaria) per il servizio pubblico per tutti i rappresentanti del Senato, per poi estenderlo gradualmente anche alle magistrature ordinarie. La magistratura di tipo repubblicano fu retribuita con indennizzi e cibaria, piuttosto che con salaria. Costituì inoltre il fiscus (ovvero la cassa delle entrate dell'imperatore), accanto al vecchio aerarium, che rimase la cassa principale (affidata dal 23 a.C. a due pretori, non più a due questori), ma Augusto fu autorizzato ad attingere da esso le somme necessarie per tutte le funzioni amministrative e militari. L'imperatore, di fatto, poteva dirigere la politica economica di tutto l'impero e assicurarsi che le risorse fossero equamente distribuite in modo che le popolazioni sottomesse potessero considerare il governo di Roma una benedizione, non una condanna. Creò infine un aerarium militare per i compensi da dare ai veterani.
Promosse, quindi, la rinascita economica, del commercio e dell'industria attraverso l'unificazione dell'area mediterranea, debellando completamente la pirateria e migliorando la sicurezza lungo le frontiere e internamente alle province. Creò una fitta rete stradale con un ottimo livello di manutenzione (affidandole alla cura dei suoi generali, che dovettero farle ripavimentare con l'argento dei loro bottini), istituendo numerosi curatores viarum per la manutenzione delle strade in Italia e nelle province; nuovi porti commerciali e nuove attrezzature portuali come moli, banchine, fari; finanziò l'escavazione di canali e nuove esplorazioni (a volte anche militari oltreché commerciali) in terre lontane come l'Etiopia, la penisola arabica (fino all'attuale Yemen), le terre dei Garamanti, dei Germani del fiume Elba e l'India. In questa maniera restaurò la pax romana in tutto l'impero.
Inoltre, nel 23-15 a.C., riordinò il sistema monetario, fissando i cambi tra la moneta aurea (1/40 di libbra) equivalente a 25 denari d'argento e a 100 sesterzi di rame, che restò praticamente immutato per due secoli.
E infine, sappiamo che concesse numerosi congiaria, vale a dire distribuzioni di grano gratuite alla popolazione di Roma, o prestiti a tassi agevolati, come ci tramanda Svetonio:
(Svetonio, Augustus, 40.)

##### Caratteristiche demografiche, economiche e sociali dell'Impero romano sotto Augusto

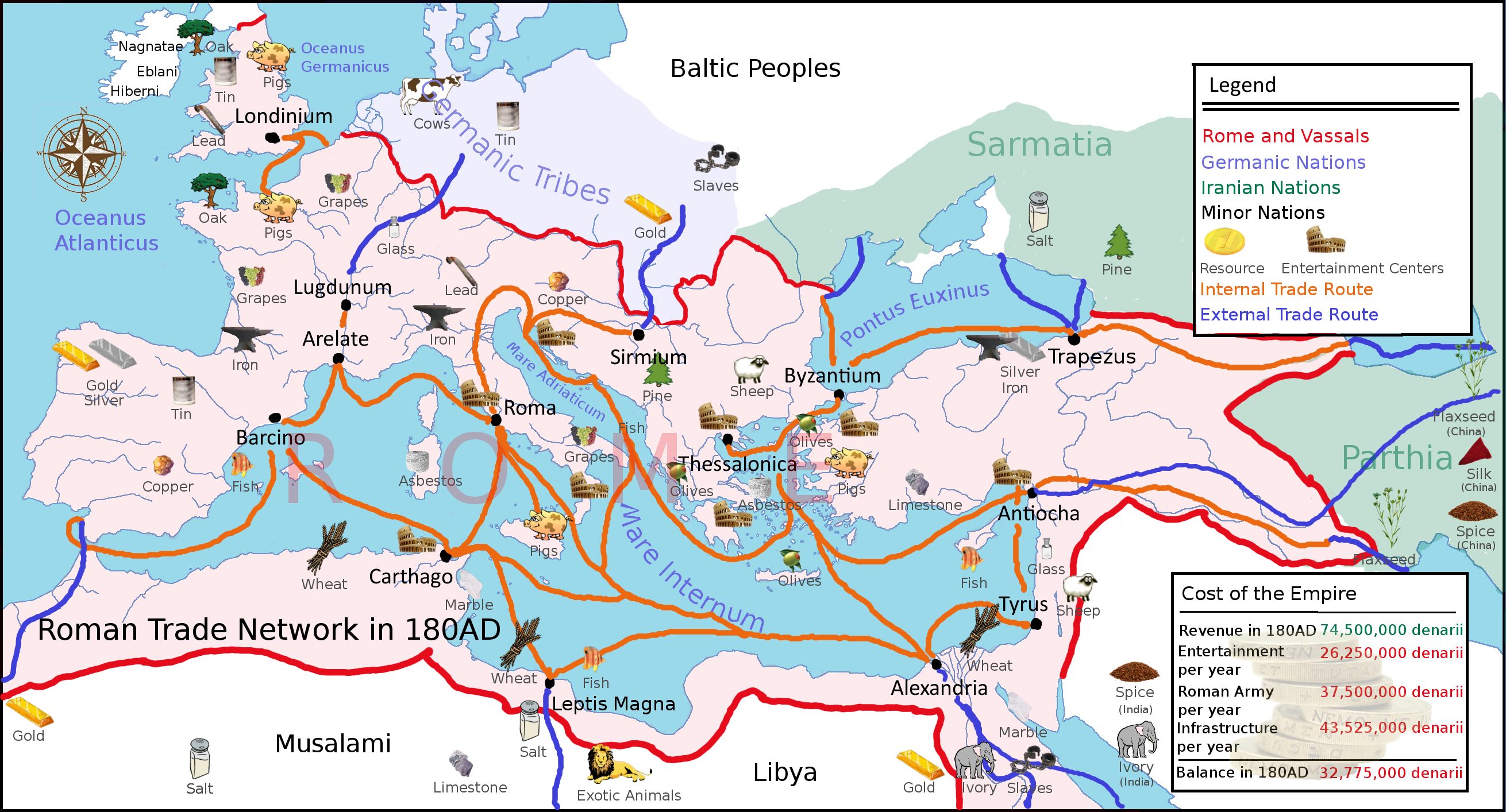
Le vie del commercio romano durante l'Alto Impero romano

Al tempo di Augusto l'Impero romano dominava su una popolazione di circa 55 milioni di persone (di cui 8-10 in Italia) su una superficie di circa 3,3 milioni di chilometri quadrati. Rispetto ai tempi moderni, la densità era piuttosto bassa: 17 abitanti per chilometro quadrato, i tassi di mortalità e natalità molto elevati e la vita media non superava i 20 anni. Solo un decimo della sua popolazione viveva nelle sue 3 000 città, più in particolare: 3 milioni circa abitavano nelle quattro città più grandi (Roma, Cartagine, Antiochia e Alessandria), di questi almeno un milione abitava nell'Urbe. Secondo calcoli approssimativi il prodotto interno lordo di quell'Impero era a quell'epoca attorno ai 20 miliardi di sesterzi e caratterizzato da vertiginose concentrazioni di ricchezze. Il reddito annuale dell'imperatore era attorno ai 15 milioni di sesterzi, quello dei 600 senatori ammontava a circa 100 milioni (0,5% del PIL), il 3% dei percettori di redditi godeva del 25% delle ricchezze prodotte. L'Italia, centro dell'Impero augusteo, godeva di una posizione privilegiata: grazie alle nuove conquiste di Augusto poteva disporre di nuovi grandi mercati di approvvigionamento (grano, in primo luogo, proveniente dalla Sicilia, dall'Africa, dall'Egitto) e di nuovi mercati di sbocco per le proprie esportazioni di vino e olio; le terre confiscate alle popolazioni sottomesse erano immense e dalle province arrivavano tributi in moneta e in natura (bottini di guerra, milioni di schiavi, tonnellate d'oro).

#### Letteratura latina

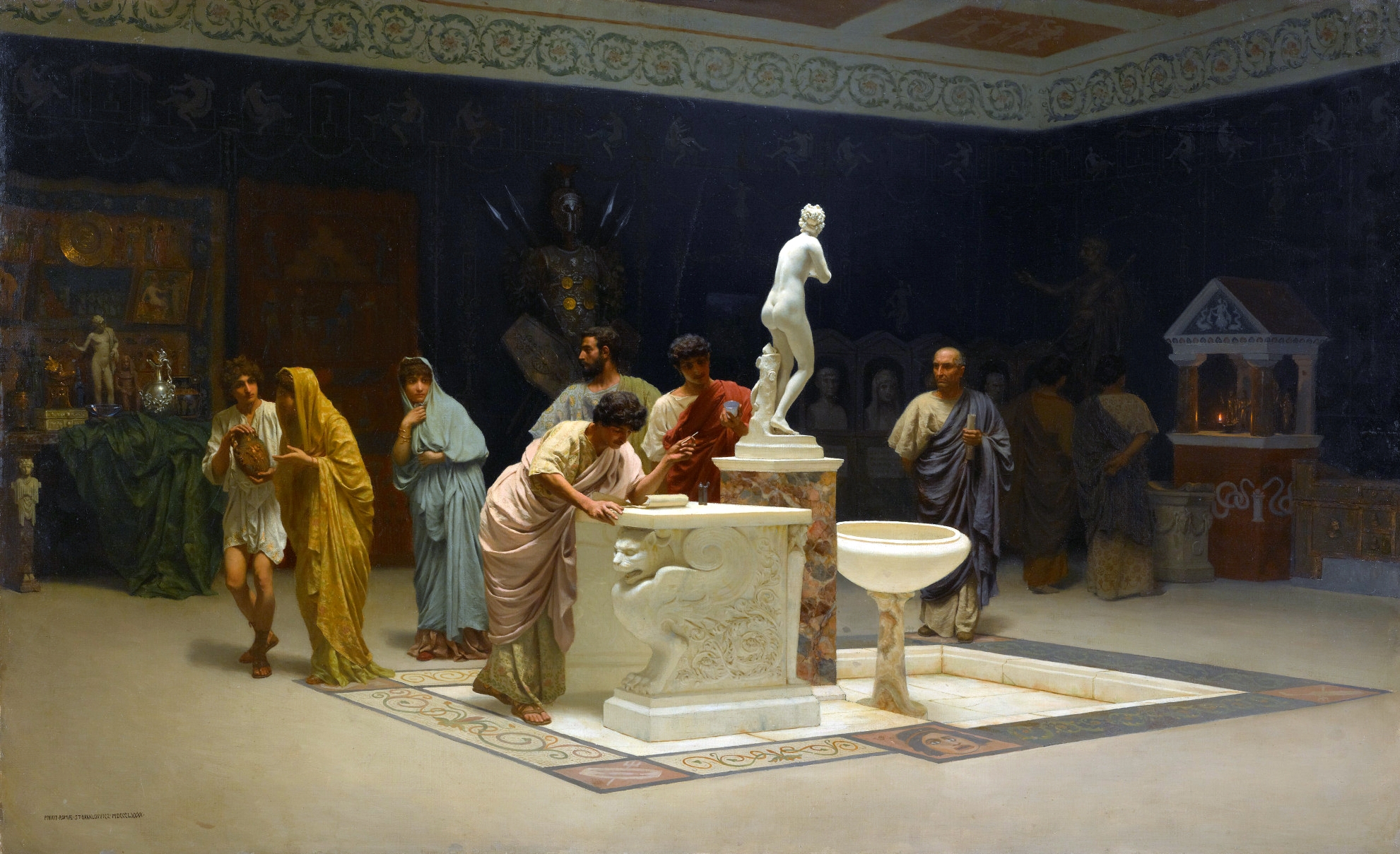
Circolo di Mecenate, dipinto di Stefano Bakalovich, 1890, Galleria Tret'jakov, Mosca

Allo sforzo politico di Augusto si affiancò l'elaborazione in tutti i campi di una nuova cultura, di impronta classicistica, che fondesse gli elementi tradizionali in nuove forme consone ai tempi. Poeti e letterati contribuirono nell'essere i portavoce del programma civico e politico del princeps; successivamente subentrò una fase dove le energie spirituali andarono spegnendosi e dove prevalse una letteratura accademica, intesa come mero esercizio retorico, priva di quei contenuti morali e civili necessari.
Augusto si avvalse dell'aiuto dei letterati dell'epoca per rielaborare il mito delle origini di Roma, andando a prefigurare una nuova età dell'oro che trovò come principali interpreti, autori come Virgilio, Orazio, Livio, Ovidio, Properzio e Vario Rufo, facenti parte del cosiddetto "circolo letterario di Mecenate". A quest'ambiente letterario appartenne anche Gaio Cornelio Gallo, che fu sia poeta sia uomo politico: come tale divenne il primo Prefetto di Alessandria e d'Egitto.
A fianco, vi era poi un altro circolo, quello "di Messalla", che ruotava attorno alla figura aristocratica di Marco Valerio Messalla Corvino, e che raccoglieva poeti di ispirazione bucolica ed elegiaca, in antitesi con gli interessi civili dei poeti di Mecenate. Di questo secondo circolo facevano parte Tibullo, Ligdamo e la poetessa Sulpicia; egli era legato anche da amicizia con Orazio e Ovidio. Messalla a suo tempo era stato un valoroso generale e collaboratore di Ottaviano, che si ritirò a vita privata dopo il 27 a.C. Questo circolo, in antitesi con quello di Mecenate, rinunciò all'impegno morale e civico, a favore di un'ispirazione idilliaca, agreste ed elegiaca.

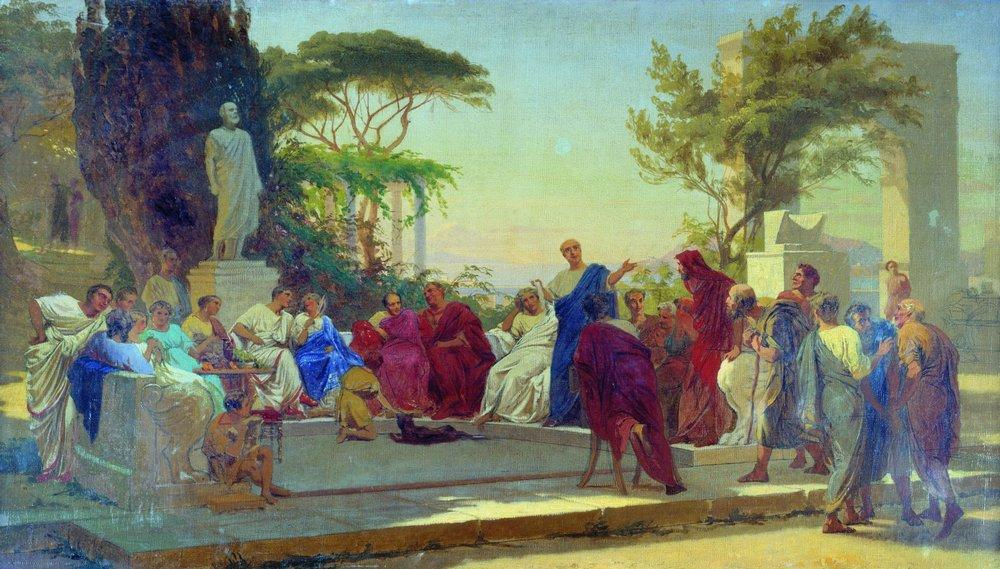
Orazio legge davanti al circolo di Mecenate, dipinto di Stefano Bakalovich, 1863

L'età di Augusto è considerata uno fra i più importanti e fiorenti periodi della storia della letteratura mondiale per numero di ingegni letterari, dove i principi programmatici e politici di Augusto erano appoggiati dalle stesse aspirazioni degli uomini di cultura del tempo. Del resto la politica a favore del primato dell'Italia sulle province, la rivalutazione delle antiche tradizioni, accanto a temi come la santità della famiglia, dei costumi, il ritorno alla terra e la missione pacificatrice e aggregante di Roma nei confronti degli altri popoli conquistati, furono temi cari anche ai letterati di quell'epoca.
I tempi erano ormai maturi perché la letteratura latina sfidasse quella greca, che allora veniva considerata insuperabile. Nella generazione successiva, sotto il principato di Augusto, fiorirono i maggiori poeti di Roma: Orazio, che primeggiò nella satira e nella lirica, emulava i lirici come Pindaro e Alceo, Virgilio, che si distinse nel genere bucolico, nella poesia didascalica e nell'epica, rivaleggiava con Teocrito, Esiodo e addirittura Omero; e poi ancora Ovidio, maestro del metro elegiaco, e Tito Livio nella storiografia.
Lo stesso Augusto fu un letterato dalle molteplici capacità: scrisse in prosa e in versi, dalle tragedie agli epigrammi fino alle opere storiche. Coltivò l'eloquenza fin dalla prima giovinezza, con grande passione e impegno.

#### Letteratura greca
Vissero in epoca augustea Dionigi di Alicarnasso (autore delle Antichità romane, pubblicata dal 7 a.C), Strabone (autore de la Geografia, iniziata sotto Augusto e finita sotto Tiberio) e Diodoro Siculo (autore della Bibliotheca historica, terminata quando Augusto era ancora Ottaviano, tra il 36 a.C. e il 30 a.C.). Tra gli altri si ricordano: gli eruditi Giuba II, Didimo Calcentero, Aristonico d'Alessandria e Teone; i grammatici Tirannione, Trifone di Alessandria, Tolomeo di Ascalona e  Trasillo di Mende; gli storici Timagene e Nicola Damasceno; i retori Cecilio di Calacte, Dionisio Attico ed Ermagora Carione; i poeti Crinagora di Mitilene, Antipatro di Tessalonica,  Marco Argentario e Filistione; il medico Anassilao di Larissa; i filosofi Senarco di Seleucia, Nestore di Tarso e Atenodoro Cananita. L'oratoria greca di età augustea è dominata dagli «Apollodorei» (da Apollodoro di Pergamo, precettore di Augusto) e dai  «Teodorei» (da Teodoro di Gadara, maestro di Tiberio). In filosofia fu attiva la Scuola dei Sextii. Sono talvolta datati all'età di Augusto il Trattato del Sublime, il carme su Roma della poetessa Melinno e alcuni romanzi greci, ma occorre ricordare che la datazione di queste opere oscilla anche di secoli.

#### Riorganizzazione dell'esercito

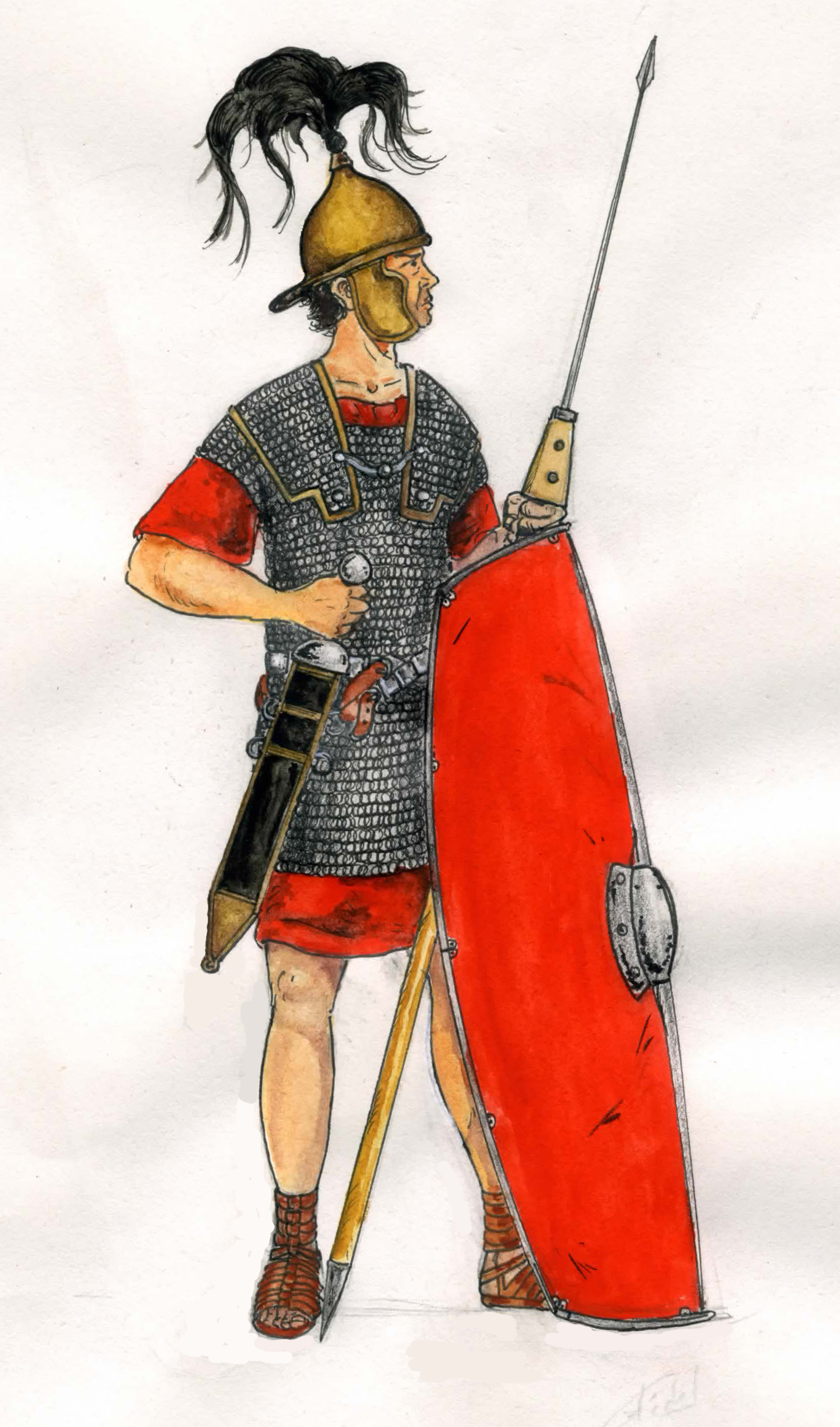
Il legionario ai tempi dell'imperatore Augusto

Augusto riorganizzò l'esercito legionario e ausiliario, distribuendolo nella province. Introdusse un esercito permanente di volontari, disposti a servire inizialmente per sedici anni, e poi per vent'anni dal 6, unicamente dipendente da lui; istituì un cursus honorum anche per coloro che aspiravano a ricoprire i più alti incarichi nella gerarchia dell'esercito, con l'introduzione di generali professionisti, non più comandanti inesperti mandati allo sbaraglio nelle province di confine; creò l'aerarium militare.
(Svetonio, Augustus, 24)
Delle legioni sopravvissute alla guerra civile, 28 rimasero dopo Azio, e 25 dopo la disfatta di Teutoburgo; vennero istituite le ali di cavalleria e le coorti di fanteria (o misti) di auxilia provinciali, traendoli da volontari non-cittadini, desiderosi di diventare cittadini romani al termine della ferma militare (della durata di 20-25 anni). In totale erano circa 340 000 uomini, di cui 140 000 servivano nelle legioni. Furono formate anche le coorti pretoriane e urbane (di Roma, Cartagine, Lione e d'Italia) e dei Vigili di Roma; la flotta imperiale divisa in squadre a Ravenna, Miseno (in precedenza posta a Portus Iulius presso Pozzuoli) e Forum Iulii, e quelle provinciali di Siria ed Egitto, e le flottiglie fluviali su Reno, Danubio e Sava.

#### Politica estera

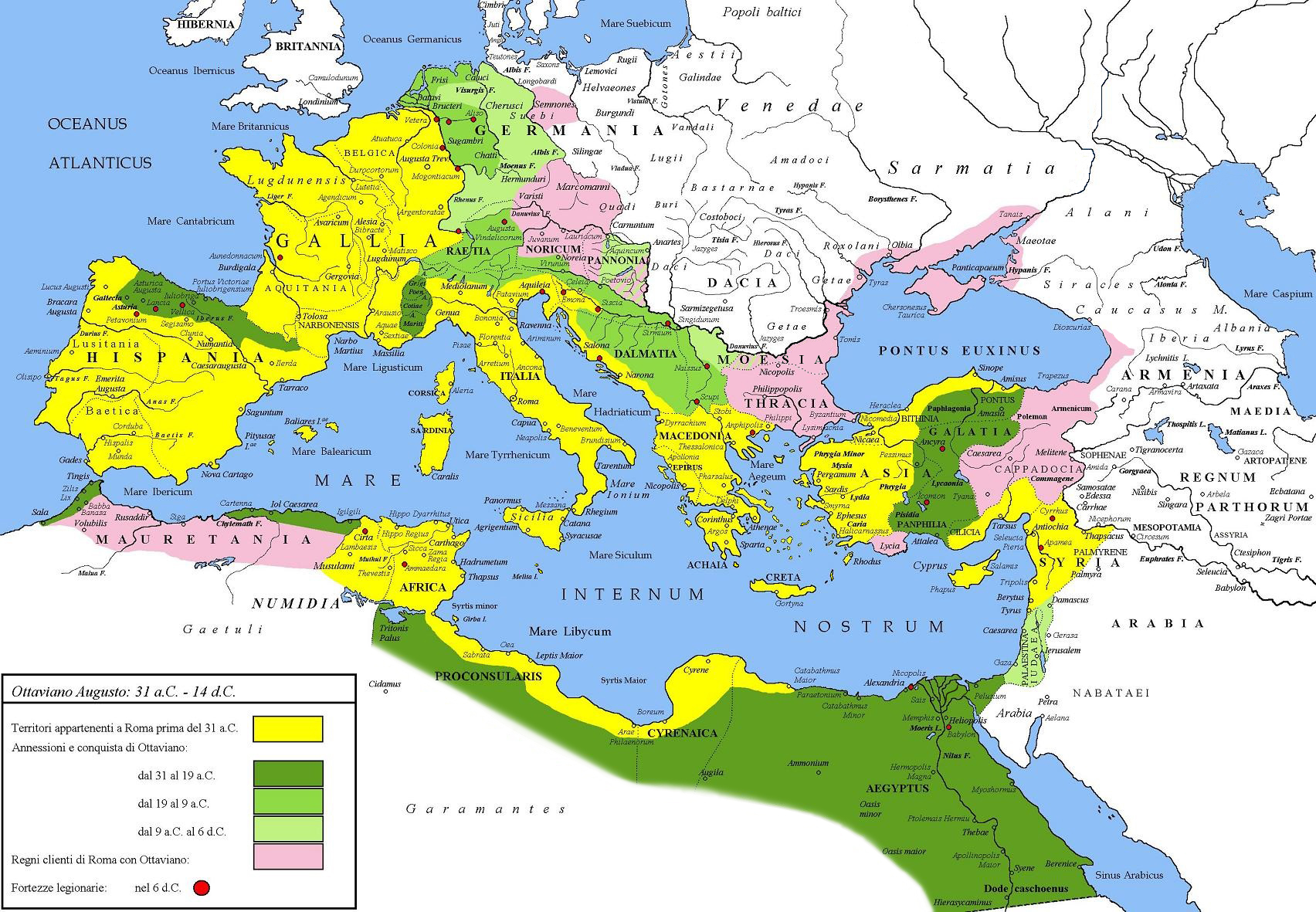
Le conquiste di Augusto fino al 6, prima della disfatta di Varo nella selva di Teutoburgo

Quasi a dispetto dell'indole apparentemente pacifica di Augusto, il suo principato fu più travagliato da guerre di quanto non lo siano stati quelli della maggior parte dei suoi successori. Solo Traiano e Marco Aurelio si trovarono a lottare contemporaneamente su più fronti, al pari di Augusto. Sotto Augusto, infatti, furono coinvolte quasi tutte le frontiere, dall'oceano settentrionale fino alle rive del Ponto, dalle montagne della Cantabria fino al deserto dell'Etiopia, in un piano strategico preordinato che prevedeva il completamento delle conquiste lungo l'intero bacino del Mediterraneo e in Europa, con lo spostamento dei confini più a nord lungo il Danubio e più a est lungo l'Elba (in sostituzione del Reno).
Le campagne di Augusto furono effettuate con il fine di consolidare le conquiste disorganiche dell'età repubblicana, le quali rendevano indispensabili numerose annessioni di nuovi territori. Mentre l'Oriente poté rimanere più o meno come Antonio e Pompeo lo avevano lasciato, in Europa fra il Reno e il Mar Nero fu necessaria una nuova riorganizzazione territoriale in modo da garantire una stabilità interna e, contemporaneamente, frontiere più difendibili.
Gli storici contemporanei si sono spesso trovati d'accordo nel negare le qualità militari di Augusto, insistendo sul fatto che raramente egli andò personalmente sui campi di battaglia. Aurelio Vittore, ricordando una tradizione antica, diede di questo principe un ritratto più lusinghiero. Egli si dimostrò, invece un abilissimo uomo politico e geniale stratega, forse l'esatto contrario di ciò che fu Annibale: validissimo generale e tattico, ma con una dubbia visione politico-strategica del suo tempo, accecata dall'odio per i Romani.
Prima di tutto, Augusto in persona si dedicò, con l'aiuto di Agrippa, a portare a compimento una volta per tutte la sottomissione di quelle "aree interne" all'impero non ancora conquistate completamente, a partire dalla parte nord-ovest della penisola iberica, che ormai creava problemi da decenni e che fu condotta sotto il dominio romano, dopo una serie di pesanti campagne militari in Cantabria durate dieci anni (dal 29 al 19 a.C.). In seguito venne conquistato l'interno arco alpino, per dare maggior sicurezza interna ai valichi e alle relazioni fra Gallia e Italia. Le azioni nell'area furono numerose e spesso combinate su più fronti. I figliastri di Augusto, Druso e Tiberio, nel 15 a.C., sottomisero la Rezia, Vindelicia e Vallis Poenina, con un'operazione "a tenaglia", il primo proveniente dal Brennero e il secondo dalla Gallia.

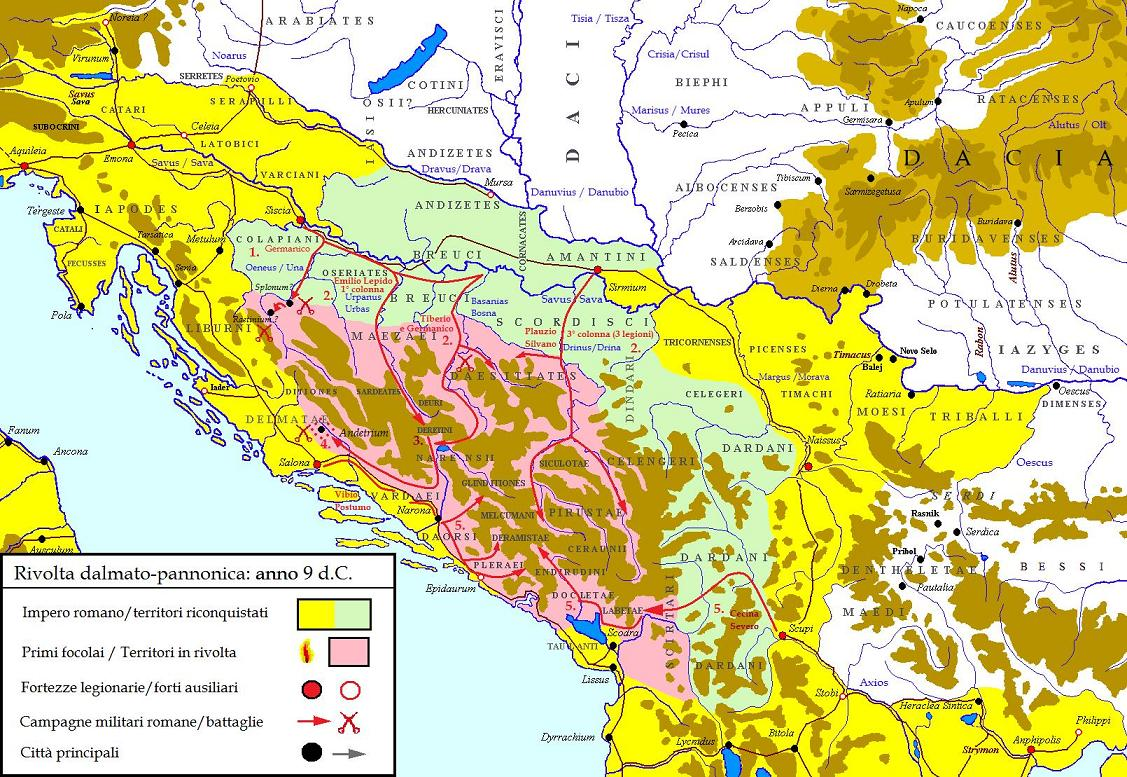
Al termine della rivolta dalmato-pannonica del 6-9, tutti i territori dell'area illirica a sud del fiume Drava furono sotto il definitivo controllo romano

Ma fu la frontiera dell'Europa continentale che preoccupò Augusto più di ogni altro settore strategico. Essa comprendeva due settori principali: quello danubiano e quello renano. Dal 29 al 19 a.C. si procedette ad azioni combinate insieme ai re "clienti" traci, contro le popolazioni pannoniche, mesie, sarmatiche, getiche e bastarne fino ai confini macedoni. Il primo a intraprendere campagne nell'area balcanica fu il proconsole di Macedonia, Marco Licinio Crasso, in quale batté ripetutamente le popolazioni di Mesi, Triballi, Geti e Daci (nel 29 e 28 a.C.). A partire poi dal 14 al 9 a.C. i legati di Dalmazia e Macedonia, sotto l'alto comando prima di Agrippa e poi di Tiberio, domarono Scordisci (sottomessi da Tiberio nel 12 a.C.), Dalmati e Pannoni e respinsero le scorrerie di Bastarni, Sarmati e Daci d'oltre Danubio, mentre Pannonia e Dalmazia furono finalmente condotte sotto il dominio romano. Fu solo in seguito alla soppressione della rivolta durata per ben tre anni nell'area dell'Illirico romano (dal 6 al 9), che Tiberio poté fissare definitivamente il confine al fiume Drava.

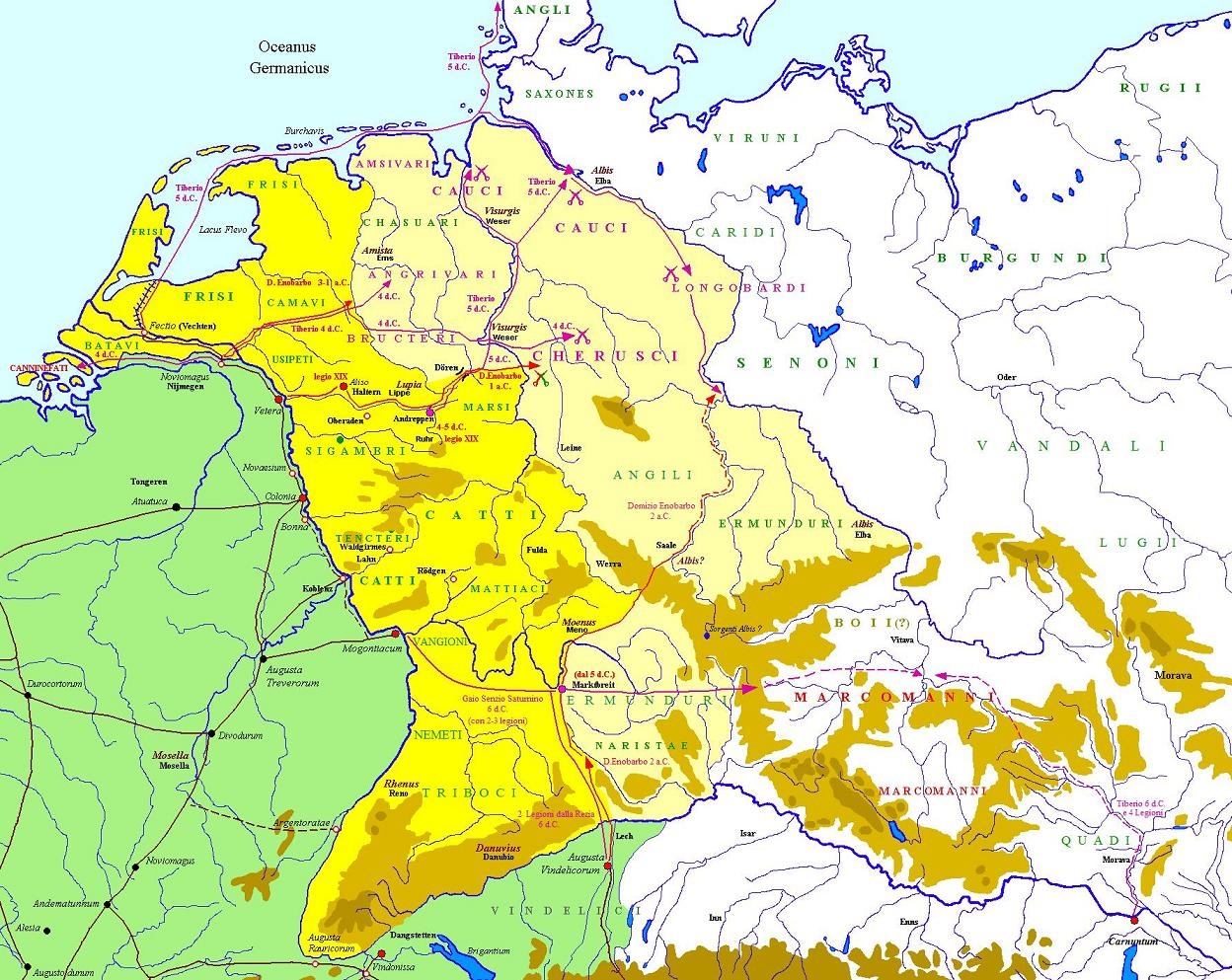
Le campagne germaniche di Domizio Enobarbo del (3-1 a.C.), di Tiberio e del suo legato, Gneo Senzio Saturnino, del 4-6

Le popolazioni germaniche avevano più volte tentato di passare il Reno: nel 38 a.C. (anno in cui gli alleati germani, Ubi, furono trasferiti in territorio romano) e nel 29 a.C. i Suebi, mentre nel 17 a.C. i Sigambri, insieme a Usipeti e Tencteri (clades lolliana). Augusto ritenne fosse giunto il momento di annettere la Germania, come aveva fatto suo padre Gaio Giulio Cesare con la Gallia. Desiderava portare i confini dell'Impero romano più a est, dal fiume Reno al fiume Elba. Il motivo era di ordine prettamente strategico, più che di natura economico-commerciale. Si trattava infatti di territori acquitrinosi e ricoperti da interminabili foreste ma il fiume Elba avrebbe ridotto notevolmente i confini esterni dell'impero.
Toccò al figliastro di Augusto, Druso maggiore, il gravoso compito di operare in Germania. Le campagne che si susseguirono furono numerose, discontinue, e durarono per circa un ventennio dal 12 a.C. al 6 portando alla costituzione della nuova provincia di Germania con l'insediamento di numerose installazioni militari a sua difesa. Tutti i territori conquistati in questo ventennio furono però definitivamente compromessi quando nel 7 Augusto inviò in Germania Publio Quintilio Varo, sprovvisto di doti diplomatiche e militari, oltreché ignaro delle genti e dei luoghi. Nel 9 un esercito di 20 000 uomini composto da tre legioni venne massacrato nella selva di Teutoburgo, portando alla definitiva perdita di tutta la zona tra il Reno e l'Elba.

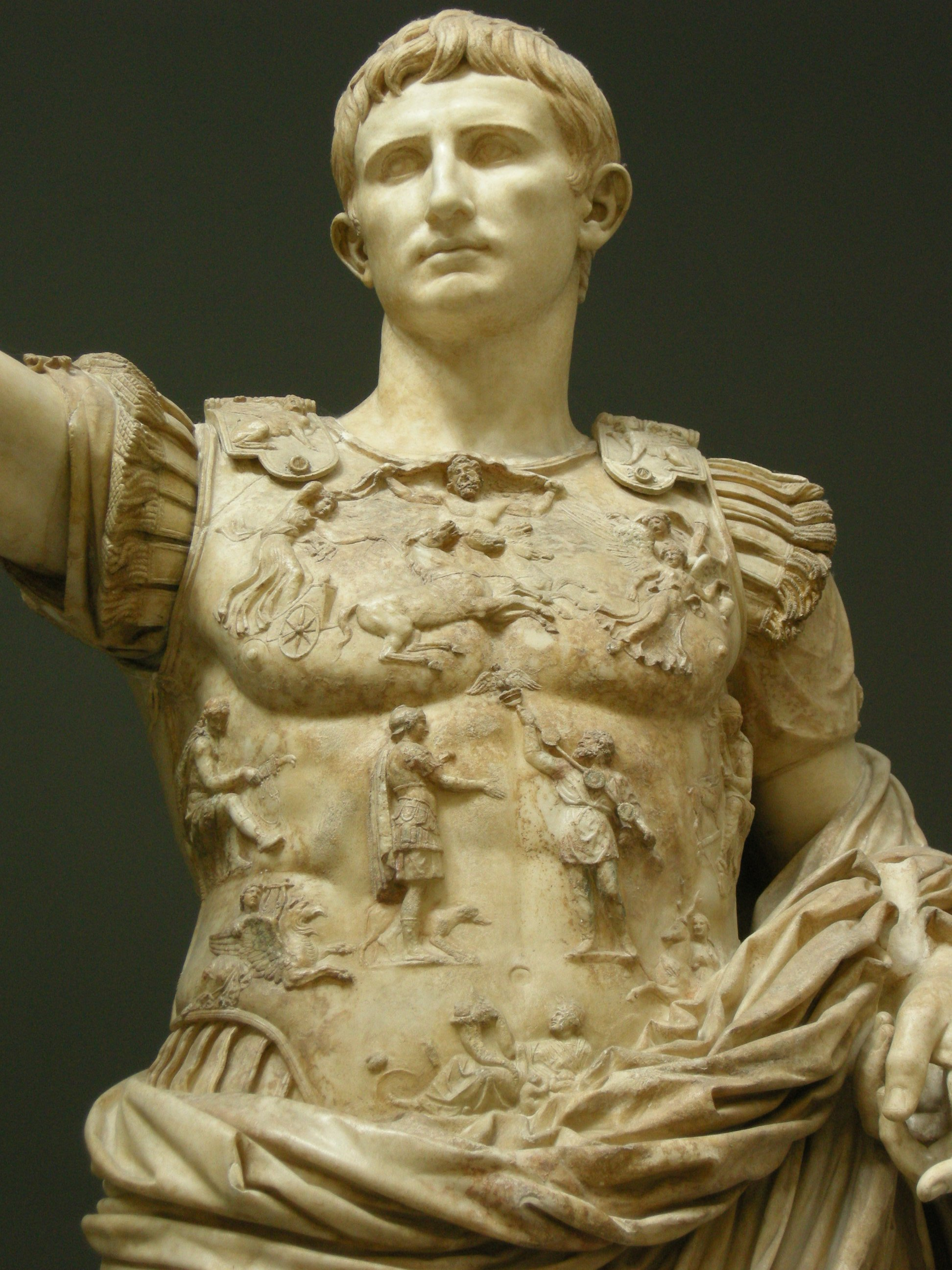
Dettaglio dell'Augusto loricato o "di Prima Porta", statua dell'imperatore Augusto, ritratto in tenuta militare da parata. Sulla corazza è rappresentata la scena della consegna delle insegne legionarie di Marco Licinio Crasso da parte del re dei Parti, Fraate IV.

La presenza di Augusto in Oriente subito dopo la battaglia di Azio, nel 30-29 a.C. e dal 22 al 19 a.C., oltre a quella di Agrippa fra il 23-21 a.C. e ancora tra il 16-13 a.C., dimostrava l'importanza di questo settore strategico. Fu necessario raggiungere un modus vivendi con la Partia, l'unica potenza in grado di creare problemi a Roma in Asia Minore. Per questi motivi la politica di Augusto si differenziò in base a due aree strategiche dell'Oriente antico.
A occidente dell'Eufrate, dove Augusto provò a inglobare alcuni Stati vassalli, trasformandoli in province, come la Galizia di Aminta nel 25 a.C., o la Giudea di Erode Archelao nel 6; rafforzò vecchie alleanze con re locali, divenuti "re clienti di Roma", come accadde ad Archelao, re di Cappadocia, ad Asandro re del Bosforo Cimmerio, e a Polemone I re del Ponto, o ai sovrani di Emesa e Iturea.
A oriente dell'Eufrate, in Armenia, Partia e Media, Augusto ebbe come obbiettivo quello di ottenere la maggiore ingerenza politica senza intervenire con dispendiose azioni militari. Ottaviano mirò infatti a risolvere il conflitto con i Parti in modo diplomatico, con la restituzione nel 20 a.C., da parte del re parto Fraate IV, delle insegne perdute da Crasso nella battaglia di Carre del 53 a.C. Augusto avrebbe potuto rivolgersi contro la Partia per vendicare le sconfitte subite da Crasso e da Antonio, al contrario ritenne invece possibile una coesistenza pacifica dei due imperi, con l'Eufrate come confine per le reciproche aree di influenza. Di fatto entrambi gli imperi avevano più da perdere da una sconfitta, di quanto potessero realisticamente sperare di guadagnare da una vittoria. Infatti, durante tutto il suo lungo principato, Augusto concentrò i suoi principali sforzi militari in Europa. Il punto cruciale in Oriente era, però, costituito dal Regno d'Armenia che, a causa della sua posizione geografica, era da un cinquantennio oggetto di contesa fra Roma e la Partia. Egli mirò a fare dell'Armenia uno Stato-cuscinetto romano, con l'insediamento di un re gradito a Roma, e se necessario imposto con la forza delle armi, come avvenne nel 2 quando, di fronte a una possibile invasione romana dell'Armenia, Fraate V riconobbe la preminenza romana davanti a Gaio Cesare, mandato in missione da Augusto.

La provincia romana d'Egitto durante la conquista romana, al tempo dell'imperatore Augusto

La frontiera meridionale africana, per finire, poneva problemi diversi nei suoi settori orientale e occidentale.
A oriente, dopo la conquista nel 30 a.C., l'Egitto divenne la prima provincia imperiale, retta da un prefetto di rango equestre, il prefetto d'Egitto, a cui Ottaviano aveva delegato il proprio imperium sul paese, con ben tre legioni di stanza (III Cyrenaica, VI Ferrata e XXII Deiotariana). L'Egitto costituì negli anni seguenti una base di partenza strategica per spedizioni lontane; il primo prefetto, Cornelio Gallo, dovette reprimere un'insurrezione nel Sud dell'Egitto, Elio Gallo esplorò l'Arabia Felix, Gaio Petronio si spinse in direzione dell'Etiopia (25-22 a.C.) fino alla sua capitale.
A occidente la provincia d'Africa e la Cirenaica conobbero due guerre: fra il 32 e il 20 a.C. contro i Garamanti dell'attuale Libia, mentre fra il 14 a.C. e il 6 fu la volta dei Nasamoni della Tripolitania, dei Musulami della regione di Theveste, dei Getuli e dei Marmaridi delle coste mediterranee centrali.
I Romani intuirono che il compito di governare e di civilizzare un gran numero di genti contemporaneamente era pressoché impossibile, e che sarebbe risultato più semplice un piano di annessione graduale, lasciando l'organizzazione provvisoria affidata a principi nati e cresciuti nel paese d'origine. Nacque quindi la figura dei re clienti, la cui funzione era quella di promuovere lo sviluppo politico ed economico dei loro regni, favorendone la civilizzazione e l'economia. Augusto, infatti, dopo essersi impadronito per diritto di guerra (belli iure) di numerosi regni, quasi sempre li restituì agli stessi governanti a cui li aveva sottratti oppure li assegnò a principi stranieri. Riuscì anche a unire all'Impero i re alleati attraverso legami di parentela. Si preoccupò di questi regni come se fossero parte del sistema provinciale imperiale, giungendo ad assegnare a principi troppo giovani o inesperti un consigliere, in attesa che crescessero e maturassero; allevando ed educando i figli di molti re, affinché molti di loro tornassero nei loro territori a governare come alleati del popolo romano. In seguito, quando i regni raggiungevano un livello di sviluppo accettabile, essi potevano essere incorporati come nuove province o parti di esse. Le condizioni di Stato vassallo-cliente erano, dunque, di natura transitoria.
Tale disegno politico fu applicato all'Armenia, alla Giudea (fino al 6), alla Tracia, alla Mauretania e alla Cappadocia. A questi re clienti fu lasciata piena libertà nell'amministrazione interna, e probabilmente non furono tenuti a pagare tributi regolari, ma dovevano provvedere a fornire truppe alleate al bisogno oltre a concordare preventivamente la loro politica estera con l'imperatore.

### Il problema della successione al principato
(Svetonio, Augustus, 65)

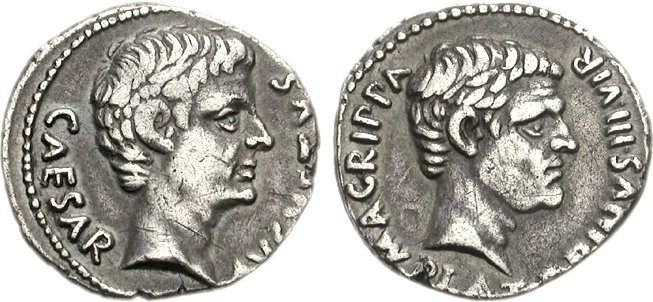
Denario raffigurante Augusto insieme con Agrippa

La successione, che toccò alla fine a Tiberio, al termine del suo principato, fu una delle più grandi preoccupazioni della vita di Augusto. Ottaviano, che in gioventù ebbe come fidanzata la figlia di Publio Servilio Vatia Isaurico, sposò nel 42 a.C. la figliastra di Antonio, Clodia Pulcra, una volta riconciliatosi con lui. L'anno successivo (41 a.C.), ripudiò Clodia per sposare prima Scribonia e, poco dopo, si innamorò di Livia Drusilla (appartenente a una delle più illustri famiglie patrizie romane), moglie di un certo Tiberio Claudio Nerone. Dopo la vittoria di Perugia (40 a.C.), Ottaviano riuscì a imporre loro il divorzio, mentre Livia era ancora gravida del secondogenito, Druso, e la sposò (fine del 39 a.C.), portando nella sua nuova casa sia la figlia, Giulia, avuta da Scribonia, sia il primogenito di Livia, Tiberio. Svetonio racconta che egli non ebbe nessun figlio da Livia, benché lo desiderasse moltissimo. Lei ebbe una gravidanza, ma il bambino nacque prematuramente.
Per alcuni anni Augusto sperò di avere come erede il nipote Marco Claudio Marcello, figlio di sua sorella Ottavia, al quale, nel 25 a.C., diede in moglie la figlia, Giulia, suscitando, però, il malumore di Agrippa, che per questo motivo fu allontanato da Roma. Due anni più tardi Marcello moriva (23 a.C.) e Ottaviano fu costretto a richiamare Agrippa, costringendolo a divorziare da Claudia Marcella maggiore (figlia anch'ella della sorella Ottavia), per dargli in moglie la giovanissima Giulia, ormai vedova di Marcello da due anni.
Agrippa apparve, così, suo successore designato in caso di morte prematura, facendo ormai parte della famiglia Giulia. Nel 18 a.C., infatti, ad Agrippa fu conferito l'imperium proconsulare maius (come quello di Augusto) per cinque anni, e la tribunicia potestas, per quanto egli non avesse gli stessi poteri di Augusto, né la sua auctoritas.

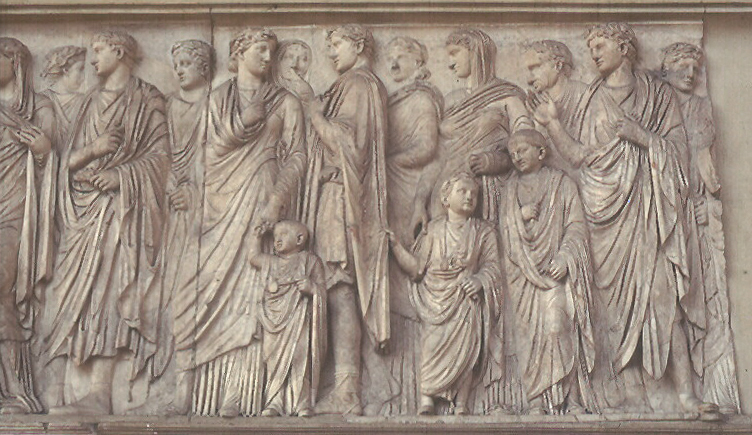
Processione della famiglia di Augusto sul lato sud dell'Ara Pacis: la gens Giulio-Claudia

Nel 20 a.C. Giulia diede al marito un primo figlio, Gaio, e un secondo nel 17 a.C., Lucio, entrambi adottati da Augusto.
In quegli anni, intanto, andavano distinguendosi i due figli di Livia, Tiberio, e Druso, quest'ultimo si dice fosse preferito da Augusto perché figlio naturale del princeps, come suggerisce Svetonio:
(Svetonio, Claudius, 1)
Con la morte di Agrippa, nel 12 a.C., e poi quella prematura di Druso in Germania nel 9 a.C. (che sconvolse così tanto Augusto da spingerlo a spostarsi nel cuore dell'inverno a Ticinum, per accogliere le spoglie di Druso), la successione sarebbe ricaduta sui due figli di Giulia e di Agrippa, Gaio Cesare e Lucio Cesare, mentre Tiberio fu costretto da Augusto a separarsi dalla moglie Vipsania Agrippina, per sposare la figlia dell'imperatore, Giulia, vedova di Agrippa. In caso di morte prematura del princeps, Tiberio doveva prenderne il posto fino a quando i giovani Gaio e Lucio non fossero cresciuti.
Questo matrimonio si rivelò infelice e costituì la causa non ultima del volontario esilio di Tiberio a Rodi (dal 6 a.C. al 2), tanto più che Augusto vedeva nei due figli adottivi i futuri eredi. Ma la sorte fu favorevole a Tiberio. Giulia, la cui condotta formava argomento di pubblico scandalo, fu allontanata dal padre da Roma (2 a.C.), e pochi anni dopo i due Cesari morivano: Lucio nel 2 a Marsiglia, mentre si apprestava a raggiungere la Spagna, e Gaio nel 4, per i postumi di una ferita mai guarita, mentre si apprestava a tornare a Roma dall'Oriente. Ad Augusto non restava che Tiberio.
Il 26 giugno del 4 Augusto annunciò la sua decisione: adottava Marco Vipsanio Agrippa Postumo (poco dopo ripudiato e mandato in esilio), l'ultimo figlio ancora in vita di Agrippa e Giulia, e Tiberio.
Gaio Cesare (a quest'ultimo conferì in seguito la tribunicia potestas). Benché quest'ultimo avesse già un figlio, Druso minore, Augusto lo costrinse ad adottare il nipote prediletto, Germanico Giulio Cesare (figlio del fratello di Tiberio, Druso maggiore, morto in Germania nel 9 a.C., e di Antonia minore, figlia di Ottavia minore e Marco Antonio). Germanico era di un solo anno più vecchio rispetto al figlio di Tiberio, perciò aveva precedenza nella successione. Tiberio diventò così il nuovo imperatore di Roma alla morte di Augusto nel 14, dando origine alla dinastia giulio-claudia.

### Morte e testamento

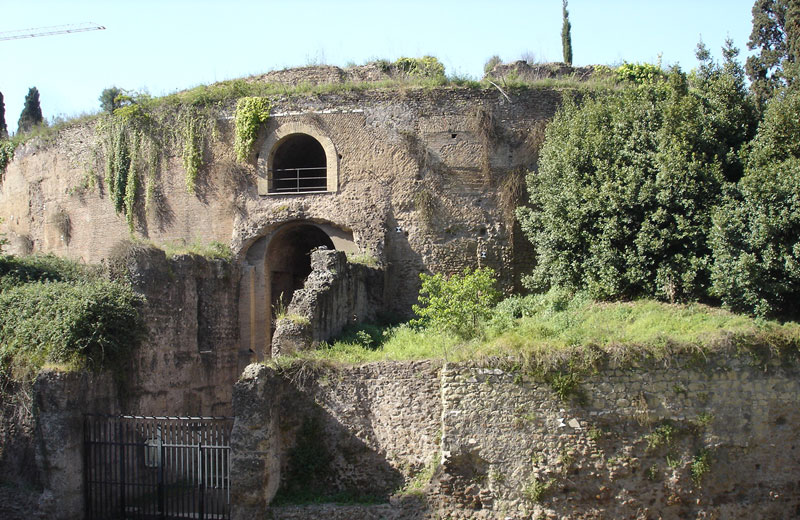
Il mausoleo di Augusto, che raccolse le ceneri di tutti gli imperatori e famigliari della dinastia giulio-claudia con l'eccezione di Nerone

Secondo quanto racconta Svetonio, vi sarebbero stati, infine, segni evidenti che ne preannunciarono la sua morte e la sua divinizzazione. Mentre stava compiendo la cerimonia della lustratio nel Campo Marzio, davanti al popolo romano, un'aquila gli volò più volte attorno; subito dopo si diresse verso il vicino tempio, sedendosi sulla prima lettera del nome di Agrippa. Visto ciò chiese a Tiberio, suo collega, di pronunciare i voti per la lustratio successiva, poiché non se la sentiva di pronunciare ciò che non poteva mantenere in futuro.
Sempre in questo stesso periodo un fulmine fece cadere dall'iscrizione della sua statua la prima lettera del suo nome; gli venne annunciato che sarebbe vissuto solo cento giorni da questo evento, pari al numero indicato dalla lettera "C", e che sarebbe stato divinizzato poiché «aesar», ovvero quanto rimaneva della parola «Caesar», in lingua etrusca, significa «Dio».
Augusto allora, dopo aver disposto che Tiberio partisse per l'Illyricum, si mise in viaggio per accompagnarlo fino a Benevento. Giunto ad Astura, si imbarcò di notte, per approfittare del vento favorevole, ma cominciò ad avere attacchi di dissenteria. Costeggiò, quindi, i lidi della Campania e fece il giro delle isole vicine, fermandosi per quattro giorni a Capri. Qui assistette agli esercizi degli efebi, in virtù di un'antica istituzione. Fece anche servir loro un banchetto in sua presenza, permettendo loro di divertirsi senza freni, saccheggiando i cesti di frutta, di cibo e altre cose che faceva lanciare. Sapendo che era ormai prossimo alla morte, non volle privarsi di alcun divertimento. In seguito passò da Napoli e, sebbene continuasse a soffrire al ventre, seguì il concorso quinquennale di ginnastica istituito in suo onore. Poi accompagnò Tiberio fino al luogo stabilito nei pressi di Benevento. Sulla strada del ritorno la sua malattia si aggravò, tanto da costringerlo a fermarsi a Nola. Qui chiese a Tiberio di tornare indietro, e con lo stesso si trattenne in un lungo colloquio segreto.

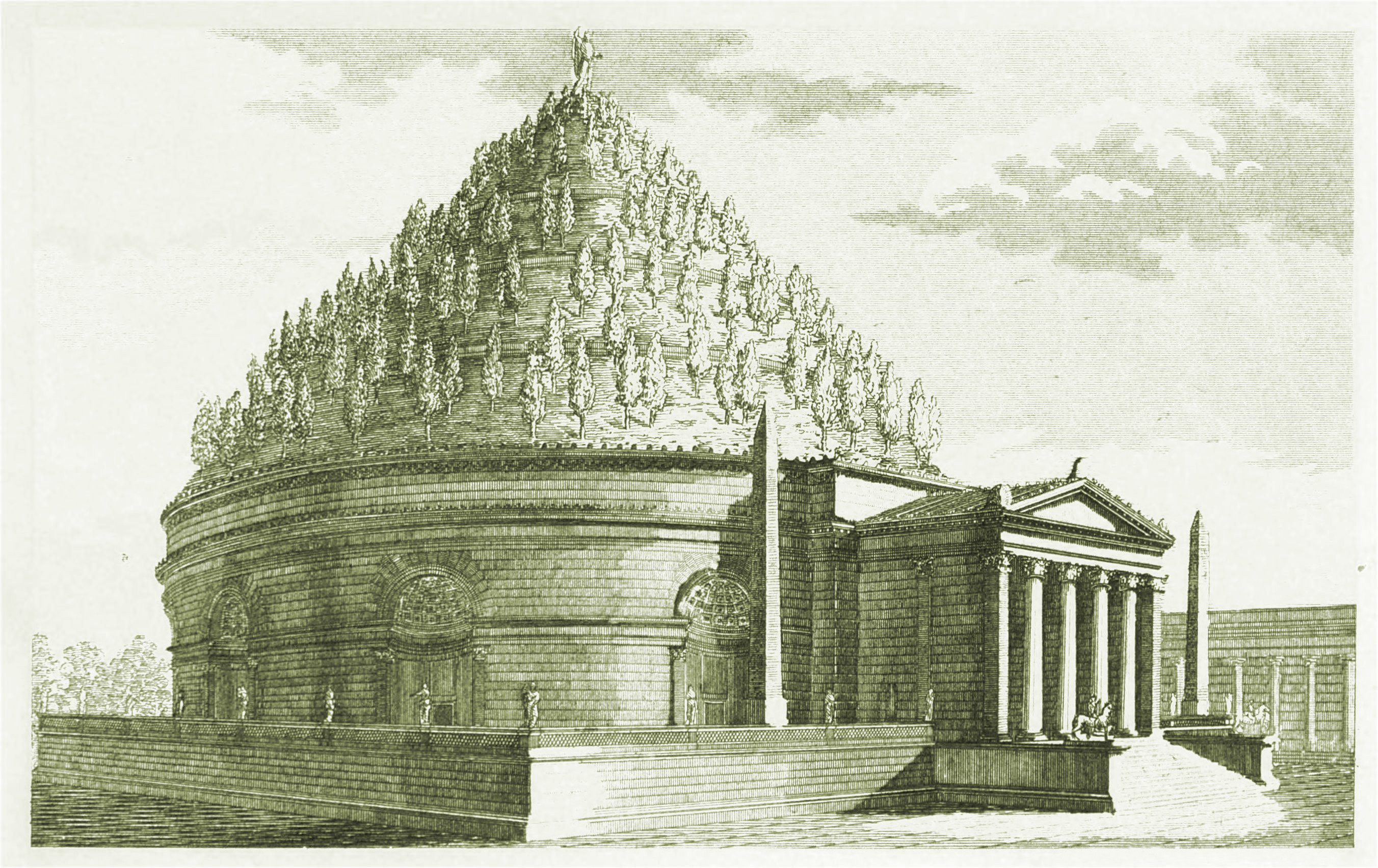
Ricostruzione ideale dell'architettura originaria del mausoleo di Augusto, di Luigi Canina

L'ultimo giorno della sua vita, chiese uno specchio, si fece sistemare i capelli e, chiamati i suoi amici, chiese loro se avesse ben recitato la commedia della vita, aggiungendo la tradizionale formula conclusiva:
(Svetonio, Augustus, 99)
Li congedò tutti e improvvisamente spirò tra le braccia di Livia, dicendole:
(Svetonio, Augustus, 99)
Ebbe una morte dolce, come aveva sempre auspicato. Prima di morire mostrò un solo segno di delirio mentale, quando si lamentò di essere trascinato da quaranta giovani. In effetti fu un presagio, poiché proprio quaranta soldati pretoriani lo portarono sulla piazza pubblica. Morì nella stessa camera in cui spirò il padre, Gaio Ottavio, durante il consolato dei due Sesti, Pompeo e Appuleio, quattordici giorni prima delle calende di settembre (19 agosto 14), alla nona ora del giorno, alla veneranda età di quasi settantasei anni (mancavano trentacinque giorni al suo compleanno).
Il suo corpo venne trasportato da Nola a Roma. Ebbe due orazioni funebri: una di Tiberio davanti al tempio del Divo Giulio, l'altra di Druso, il figlio di Tiberio, dall'alto dei rostri antichi. Subito dopo i senatori lo portarono a spalla fino al Campo Marzio dove venne cremato. Un vecchio pretoriano giurò di aver visto salire al cielo il fantasma di Augusto, subito dopo la sua cremazione. I personaggi più influenti dell'ordine equestre, in tunica, senza cintura, a piedi nudi, deposero i suoi resti nel mausoleo a lui dedicato, fatto costruire tra la via Flaminia e la riva del Tevere durante il suo sesto consolato, avendo poi aperto al pubblico i boschetti e le passeggiate da cui era circondato. In seguito le ceneri dei suoi successori, della dinastia giulio-claudia, vennero qui deposte. Sappiamo però da Svetonio che Augusto vietò, nel suo testamento, che sua figlia Giulia e sua nipote, Giulia anche lei, venissero deposte anch'esse nel suo sepolcro, dopo la loro morte.
Augusto aveva redatto il suo testamento un anno e quattro mesi prima di morire. Lo aveva scritto su due fogli e lo aveva depositato presso le Vergini Vestali, che lo consegnarono unitamente ad altri tre rotoli anch'essi sigillati. Questi documenti furono aperti e letti in Senato. Egli aveva designato come eredi:
- di primo grado, Tiberio, per la metà più un sesto, la moglie Livia Drusilla per un terzo, e l'obbligo di portare il suo nome;[165]
- di secondo grado, Druso minore, figlio di Tiberio, per un terzo, Germanico Giulio Cesare e i suoi tre figli maschi (Druso Cesare, Nerone Cesare e Gaio Cesare) per le parti restanti;[165]
- di terzo grado, alcuni parenti e numerosi amici.[165]

Lasciò poi allo Stato e al popolo romano quaranta milioni di sesterzi (43 500 000 sesterzi secondo Tacito), alle tribù tre milioni e mezzo, ai pretoriani mille sesterzi ciascuno, cinquecento a ciascun soldato delle coorti urbane e trecento ai legionari. Ordinò poi che questa somma fosse pagata senza ritardo, avendola tenuta come sua riserva personale. Fece anche altri lasciti, dove alcuni non superavano i ventimila sesterzi. Stabilì che tutte queste cifre fossero pagate entro un anno e dichiarò che i suoi eredi non avrebbero preso più di centocinquanta milioni di sesterzi. Si giustificò infine sul totale del lascito, scrivendo che, sebbene negli ultimi venti anni i testamenti degli amici gli avessero lasciato mille e quattrocento milioni di sesterzi, questi erano stati spesi per la maggior parte per il bene della Res publica, insieme ai suoi due patrimoni e le altre eredità.

## Res Gestae

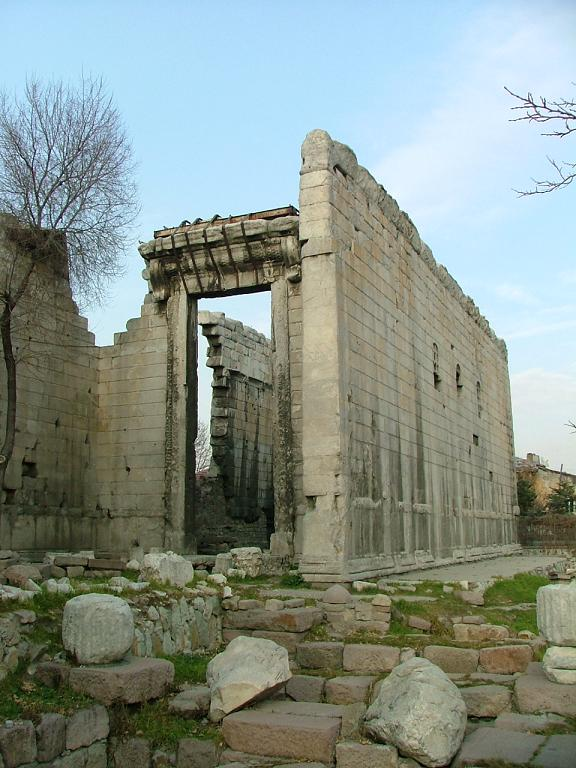
Monumentum Ancyranum. Il tempio di Augusto e Roma ad Ancyra sulle cui pareti sono incise le Res gestae divi Augusti.

Augusto lasciò alla sua morte un dettagliato resoconto delle sue opere: le Res Gestae Divi Augusti. Svetonio in particolare racconta che una volta morto, lasciò tre rotoli, che contenevano:
- il primo, disposizioni per il suo funerale,
- il secondo, un riassunto delle opere, da incidere su tavole in bronzo e da collocare davanti al suo mausoleo,
- il terzo: la situazione dell'Impero. Quanti soldati erano sotto le armi e dove erano dislocati, quanto denaro era nell'aerarium e quanto nelle casse imperiali, oltre alle imposte pubbliche.[165]

Il testo dell'opera è tramandato da un'iscrizione, sia in latino sia in traduzione greca, rinvenuta nel 1555. Era incisa sulle pareti del tempio, dedicato alla città di Roma e ad Augusto, situato ad Ancyra (l'odierna Ankara, la capitale della Turchia) e pertanto è stata denominata Monumentum Ancyranum. Altre copie, molte delle quali sono giunte frammentarie, dovevano essere incise sulle pareti dei templi a lui dedicati.
In uno stile volutamente stringato e senza concessioni all'abbellimento letterario, Augusto riportava gli onori che gli erano stati via via conferiti dal Senato e dal popolo romano per i servizi da lui resi; le elargizioni e i benefici concessi con il suo patrimonio personale allo Stato, ai veterani di guerra e alla plebe; i giochi e le rappresentazioni dati a sue spese; infine gli atti da lui compiuti in pace e in guerra.
Il documento non menziona il nome dei nemici e neppure quello di qualche membro della sua famiglia, con l'eccezione dei successori designati: Marco Vipsanio Agrippa, Gaio Cesare e Lucio Cesare, oltre al futuro imperatore Tiberio.

## Titolatura e monetazione
Il princeps ottenne nel corso degli anni:
(Svetonio, Augustus, 22)

## Ascendenza
|                  |                  |                    | Genitori            |  |  | Nonni |  |  | Bisnonni |  |  | Trisnonni |  |
|                  |                  |                    |                     |  |  |       |  |  | …        |  |  | …         |  |
|                  |                  |                    |                     |  |  |       |  |  | …        |  |  | …         |  |
|                  |                  | …                  |                     |  |  |       |  |  | …        |  |  |           |  |
| …                |                  |                    |                     |  |  |       |  |  | …        |  |  |           |  |
|                  |                  | …                  | …                   |  |  |       |  |  |          |  |  |           |  |
|                  |                  | …                  | …                   |  |  |       |  |  |          |  |  |           |  |
|                  |                  | …                  | …                   |  |  |       |  |  |          |  |  |           |  |
| Gaio Ottavio     |                  | …                  |                     |  |  |       |  |  |          |  |  |           |  |
|                  |                  | …                  | …                   |  |  |       |  |  |          |  |  |           |  |
|                  |                  | …                  | …                   |  |  |       |  |  |          |  |  |           |  |
|                  |                  | …                  | …                   |  |  |       |  |  |          |  |  |           |  |
| …                |                  | …                  |                     |  |  |       |  |  |          |  |  |           |  |
|                  |                  | …                  | …                   |  |  |       |  |  |          |  |  |           |  |
|                  |                  | …                  | …                   |  |  |       |  |  |          |  |  |           |  |
|                  |                  | …                  | …                   |  |  |       |  |  |          |  |  |           |  |
| Augusto          |                  | …                  |                     |  |  |       |  |  |          |  |  |           |  |
|                  | Marco Azio Balbo | …                  |                     |  |  |       |  |  |          |  |  |           |  |
|                  | Marco Azio Balbo | …                  |                     |  |  |       |  |  |          |  |  |           |  |
|                  | Marco Azio Balbo | …                  |                     |  |  |       |  |  |          |  |  |           |  |
| Marco Azio Balbo | Marco Azio Balbo |                    |                     |  |  |       |  |  |          |  |  |           |  |
|                  |                  | Pompea Lucilia     | Sesto Pompeo        |  |  |       |  |  |          |  |  |           |  |
|                  |                  | Pompea Lucilia     | Sesto Pompeo        |  |  |       |  |  |          |  |  |           |  |
|                  |                  | Pompea Lucilia     | Lucilia             |  |  |       |  |  |          |  |  |           |  |
| Azia maggiore    |                  | Pompea Lucilia     |                     |  |  |       |  |  |          |  |  |           |  |
|                  |                  | Gaio Giulio Cesare | Gaio Giulio Cesare  |  |  |       |  |  |          |  |  |           |  |
|                  |                  | Gaio Giulio Cesare | Gaio Giulio Cesare  |  |  |       |  |  |          |  |  |           |  |
|                  |                  | Gaio Giulio Cesare | …                   |  |  |       |  |  |          |  |  |           |  |
| Giulia minore    |                  | Gaio Giulio Cesare |                     |  |  |       |  |  |          |  |  |           |  |
|                  |                  | Aurelia Cotta      | Lucio Aurelio Cotta |  |  |       |  |  |          |  |  |           |  |
|                  |                  | Aurelia Cotta      | Lucio Aurelio Cotta |  |  |       |  |  |          |  |  |           |  |
|                  |                  | Aurelia Cotta      | Rutilia             |  |  |       |  |  |          |  |  |           |  |
|                  |                  | Aurelia Cotta      |                     |  |  |       |  |  |          |  |  |           |  |